# Wailly-Beaucamp
Pour les articles homonymes, voir Wailly (homonymie).
Wailly-Beaucamp [waji bokɑ̃] est une commune française située dans le département du Pas-de-Calais en région Hauts-de-France. Ses habitants de la commune sont appelés les Wailly-Beaucampois. Elle est membre de la communauté d'agglomération des Deux Baies en Montreuillois (CA2BM).

## Géographie

### Localisation
Localisée dans le sud-ouest du département du Pas-de-Calais, Wailly-Beaucamp est une commune située, à vol d'oiseau, à 9 km à l'est de la commune de Berck (aire d'attraction) et à 6 km au sud-ouest de la commune de Montreuil-sur-Mer (chef-lieu d'arrondissement).
Le territoire de la commune est limitrophe de ceux de huit communes.
Les communes limitrophes sont Campigneulles-les-Petites, Airon-Saint-Vaast, Boisjean, Campigneulles-les-Grandes, Écuires, Lépine, Rang-du-Fliers et Verton.

### Géologie et relief
La superficie de la commune est de 14,33 km2 ; son altitude varie de 18  à   68 mètres. Son sol, essentiellement sableux, est depuis longtemps exploité par des carrières en périphérie. Si le territoire du village est essentiellement couvert d'openfield, les surfaces boisées sont assez importantes avec les bois du Mouflet, de l'Église ou encore du Quesnoy.

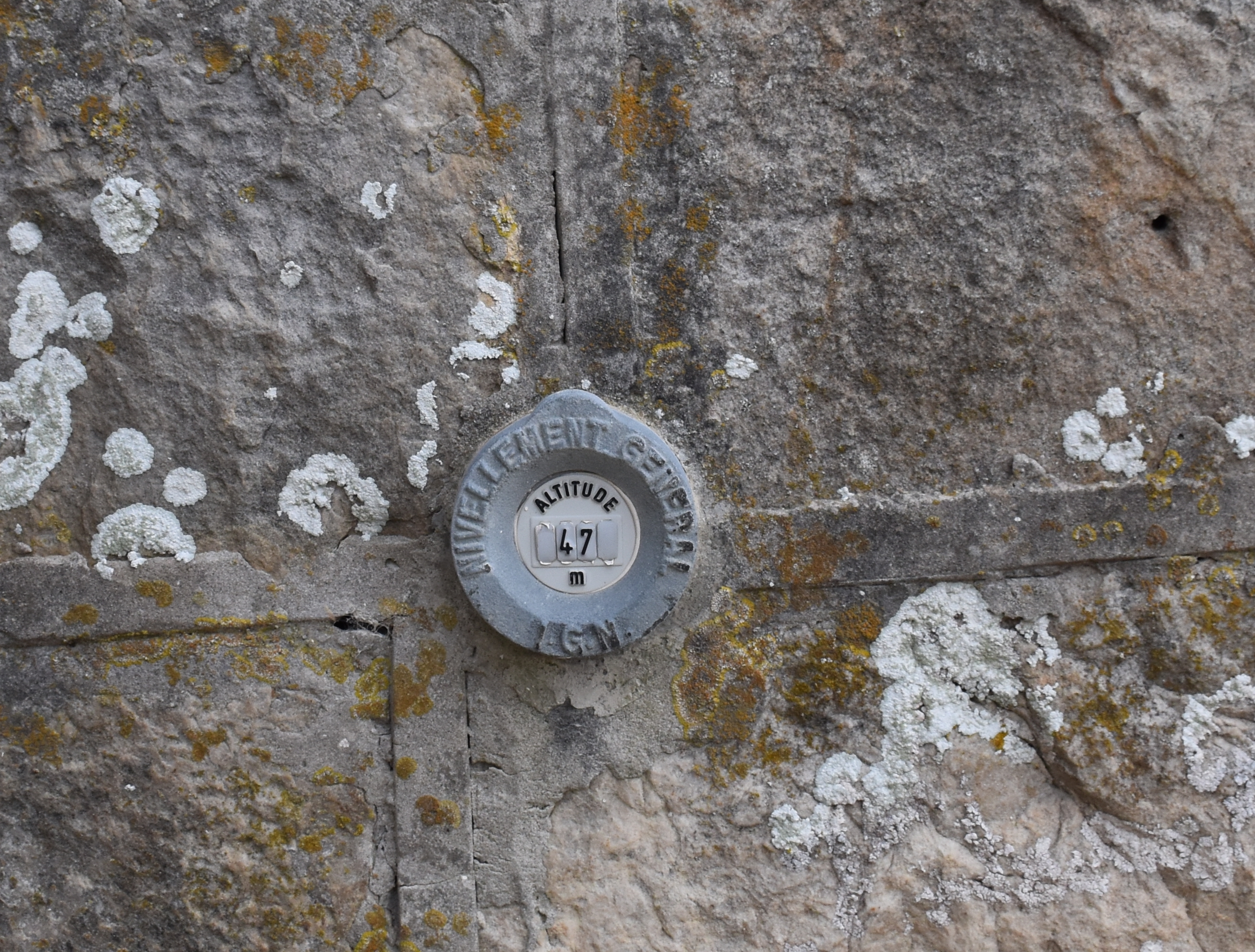
Borne de nivellement sur le mur de l'église - Altitude 47 m.

### Hydrographie
La commune est située dans le bassin Artois-Picardie. Elle n'est drainée par aucun cours d'eau,.

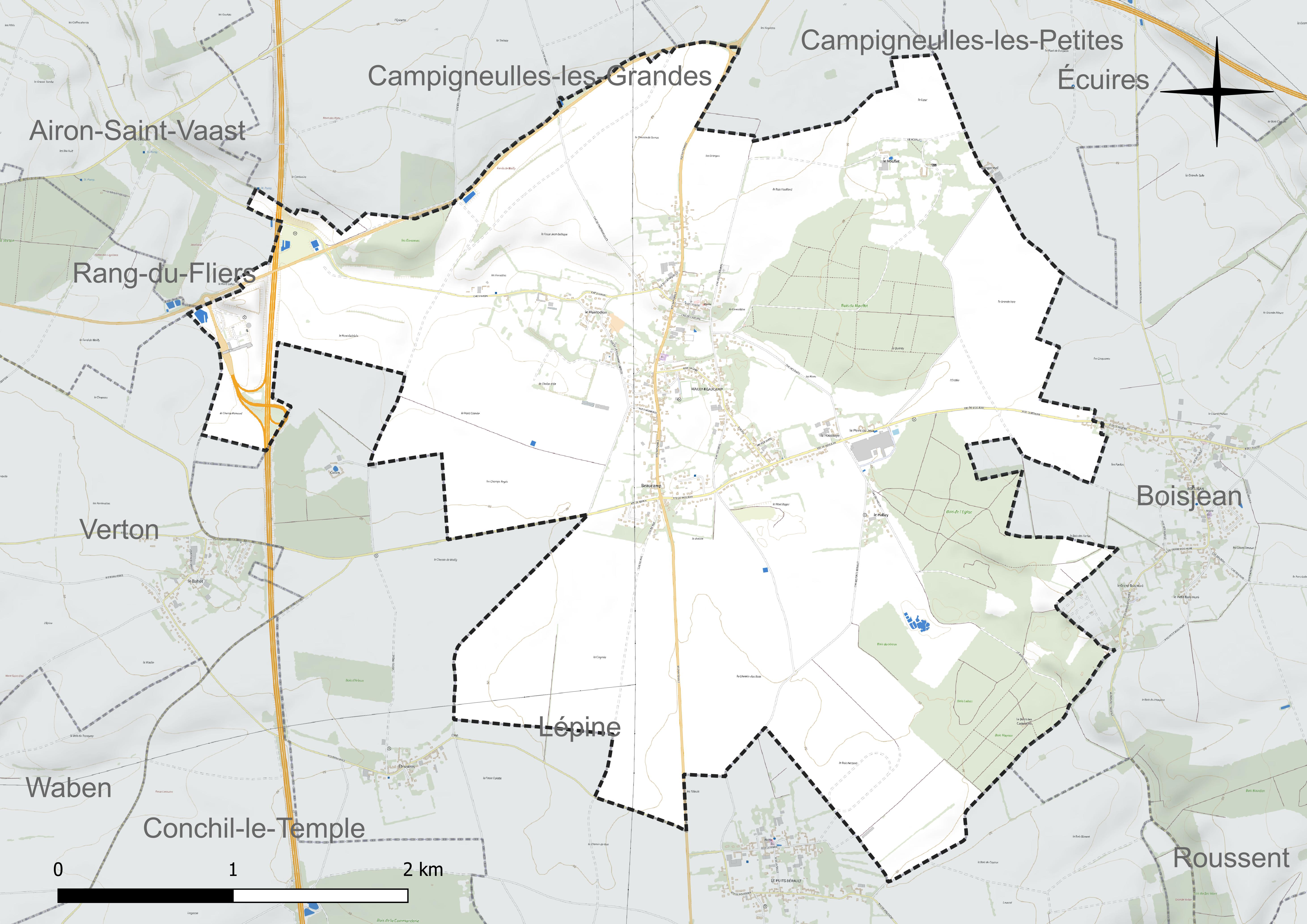
Réseau hydrographique de Wailly-Beaucamp.

### Climat
Pour des articles plus généraux, voir Climat des Hauts-de-France et Climat du Nord-Pas-de-Calais.
En 2010, le climat de la commune est de type climat océanique franc, selon une étude du CNRS s'appuyant sur une série de données couvrant la période 1971-2000. En 2020, Météo-France publie une typologie des climats de la France métropolitaine dans laquelle la commune est exposée à un climat océanique et est dans la région climatique Côtes de la Manche orientale, caractérisée par un faible ensoleillement (1 550 h/an) ; forte humidité de l'air (plus de 20 h/jour avec humidité relative > 80 % en hiver), vents forts fréquents.
Pour la période 1971-2000, la température annuelle moyenne est de 10,6 °C, avec une amplitude thermique annuelle de 13 °C. Le cumul annuel moyen de précipitations est de 833 mm, avec 12,5 jours de précipitations en janvier et 8,2 jours en juillet. Pour la période 1991-2020, la température moyenne annuelle observée sur la station météorologique la plus proche, située sur la commune du Touquet-Paris-Plage à 15 km à vol d'oiseau, est de 11,2 °C et le cumul annuel moyen de précipitations est de 888,8 mm,. Pour l'avenir, les paramètres climatiques de la commune estimés pour 2050 selon différents scénarios d'émission de gaz à effet de serre sont consultables sur un site dédié publié par Météo-France en novembre 2022.

### Paysages
Pour un article plus général, voir Paysage en France.
La commune s'inscrit dans l'ouest du « paysage du val d'Authie » tel que défini dans l'atlas de paysages de la région Nord-Pas-de-Calais, conçu par la direction régionale de l'Environnement, de l'Aménagement et du Logement (DREAL),.
Ce paysage, qui concerne 83 communes, se délimite : au sud, dans le département de la  Somme par le « paysage de l'Authie et du Ponthieu, dépendant de l'atlas des paysages de la Picardie et au nord et à l'est par les paysages du Montreuillois, du Ternois et les paysages des plateaux cambrésiens et artésiens. Le caractère frontalier de la vallée de l'Authie, aujourd'hui entre le Pas-de-Calais et la Somme, remonte au Moyen Âge où elle séparait le royaume de France du royaume d'Espagne, au nord.
Son coteau Nord est net et escarpé alors que le coteau Sud offre des pentes plus douces. À l'Ouest, le fleuve s'ouvre sur la baie d'Authie, typique de l'estuaire picard, et se jette dans la Manche. Avec son vaste estuaire et les paysages des bas-champs, la baie d'Authie contraste avec les paysages plus verdoyants en amont.
L'Authie, entaille profonde du plateau artésien, a créé des entités écopaysagères prononcées avec un plateau calcaire dont l'altitude varie de 100 à 163 m qui s'étend de chaque côté du fleuve. L'altitude du plateau décline depuis le pays de Doullens, à l'est (point culminant à 163 m), vers les bas-champs picards, à l'ouest (moins de 40 m). Le fond de la vallée de l'Authie, quant à lui, est recouvert d'alluvions et de tourbes. L'Authie est un fleuve côtier classé comme cours d'eau de première catégorie où le peuplement piscicole dominant est constitué de salmonidés. L'occupation des sols des paysages de la Vallée de l'Authie est composée pour 70 % en culture.

### Milieux naturels et biodiversité

#### Zones naturelles d'intérêt écologique, faunistique et floristique
L'inventaire des zones naturelles d'intérêt écologique, faunistique et floristique (ZNIEFF) a pour objectif de réaliser une couverture des zones les plus intéressantes sur le plan écologique, essentiellement dans la perspective d'améliorer la connaissance du patrimoine naturel national et de fournir aux différents décideurs un outil d'aide à la prise en compte de l'environnement dans l'aménagement du territoire.
Le territoire communal comprend une ZNIEFF de type 2 : la basse Vallée de l'Authie et ses versants entre Douriez et l'estuaire. Cette ZNIEFF forme une longue dépression au fond tourbeux  et offre plus de 4 000 ha de marais, de prairies humides et d'étangs.

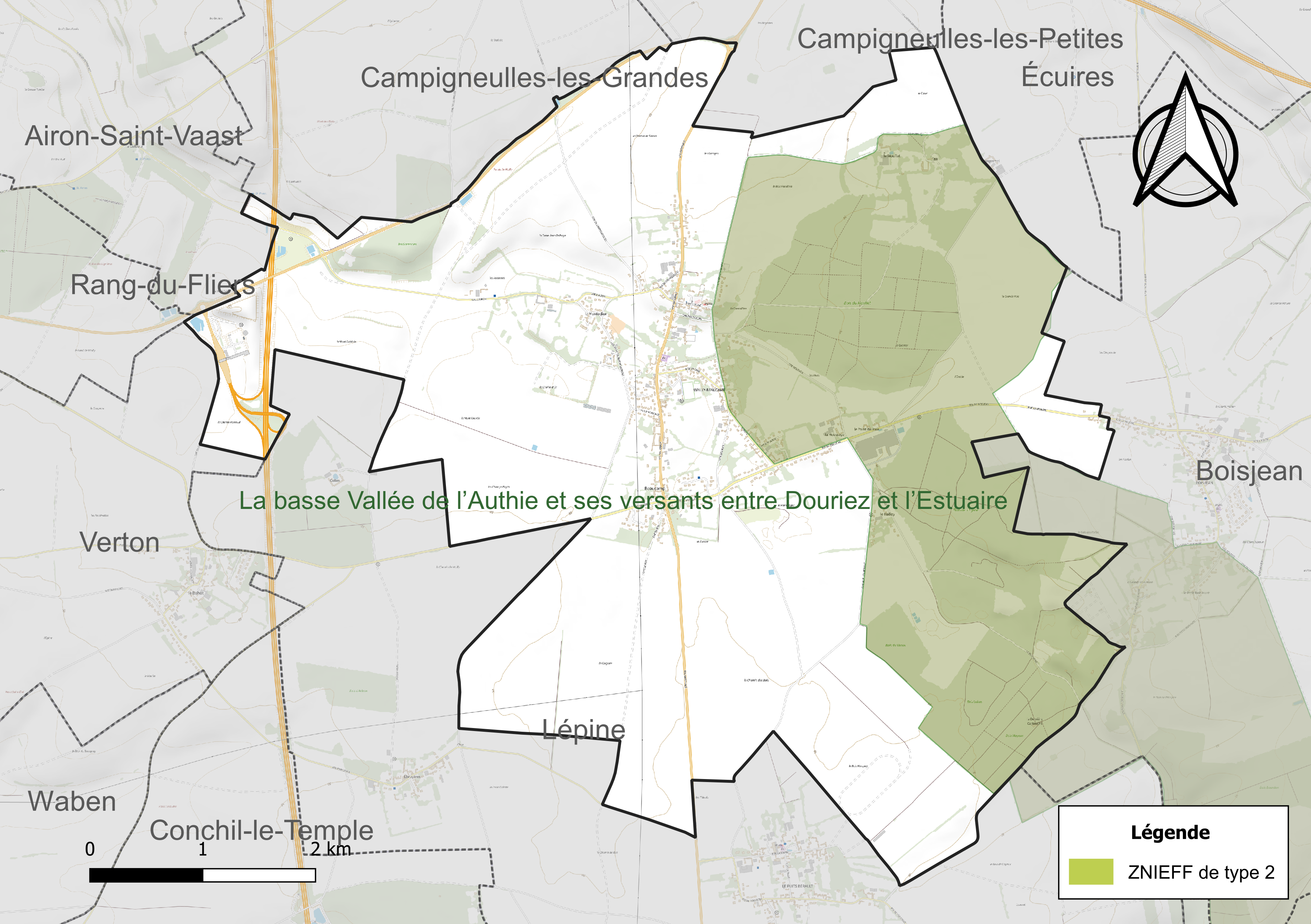
Carte de la ZNIEFF sur la commune.

#### Espèces faunistiques et floristiques
L’Inventaire national du patrimoine naturel (INPN) recense plusieurs espèces faunistiques et floristiques sur le territoire de la commune dont certaines sont protégées et d’autres menacées et quasi-menacées.

## Urbanisme

### Typologie
Au 1er janvier 2024, Wailly-Beaucamp est catégorisée commune rurale à habitat dispersé, selon la nouvelle grille communale de densité à sept niveaux définie par l'Insee en 2022.
Elle est située hors unité urbaine. Par ailleurs la commune fait partie de l'aire d'attraction de Berck, dont elle est une commune de la couronne,. Cette aire, qui regroupe 19 communes, est catégorisée dans les aires de moins de 50 000 habitants,.

### Occupation des sols
L'occupation des sols de la commune, telle qu'elle ressort de la base de données européenne d'occupation biophysique des sols Corine Land Cover (CLC), est marquée par l'importance des territoires agricoles (77,6 % en 2018), en diminution par rapport à 1990 (79,7 %). La répartition détaillée en 2018 est la suivante : 
terres arables (63,1 %), forêts (15,8 %), zones agricoles hétérogènes (8,7 %), prairies (5,8 %), zones urbanisées (4,6 %), zones industrielles ou commerciales et réseaux de communication (2 %). L'évolution de l'occupation des sols de la commune et de ses infrastructures peut être observée sur les différentes représentations cartographiques du territoire : la carte de Cassini (XVIIIe siècle), la carte d'état-major (1820-1866) et les cartes ou photos aériennes de l'IGN pour la période actuelle (1950 à aujourd'hui).

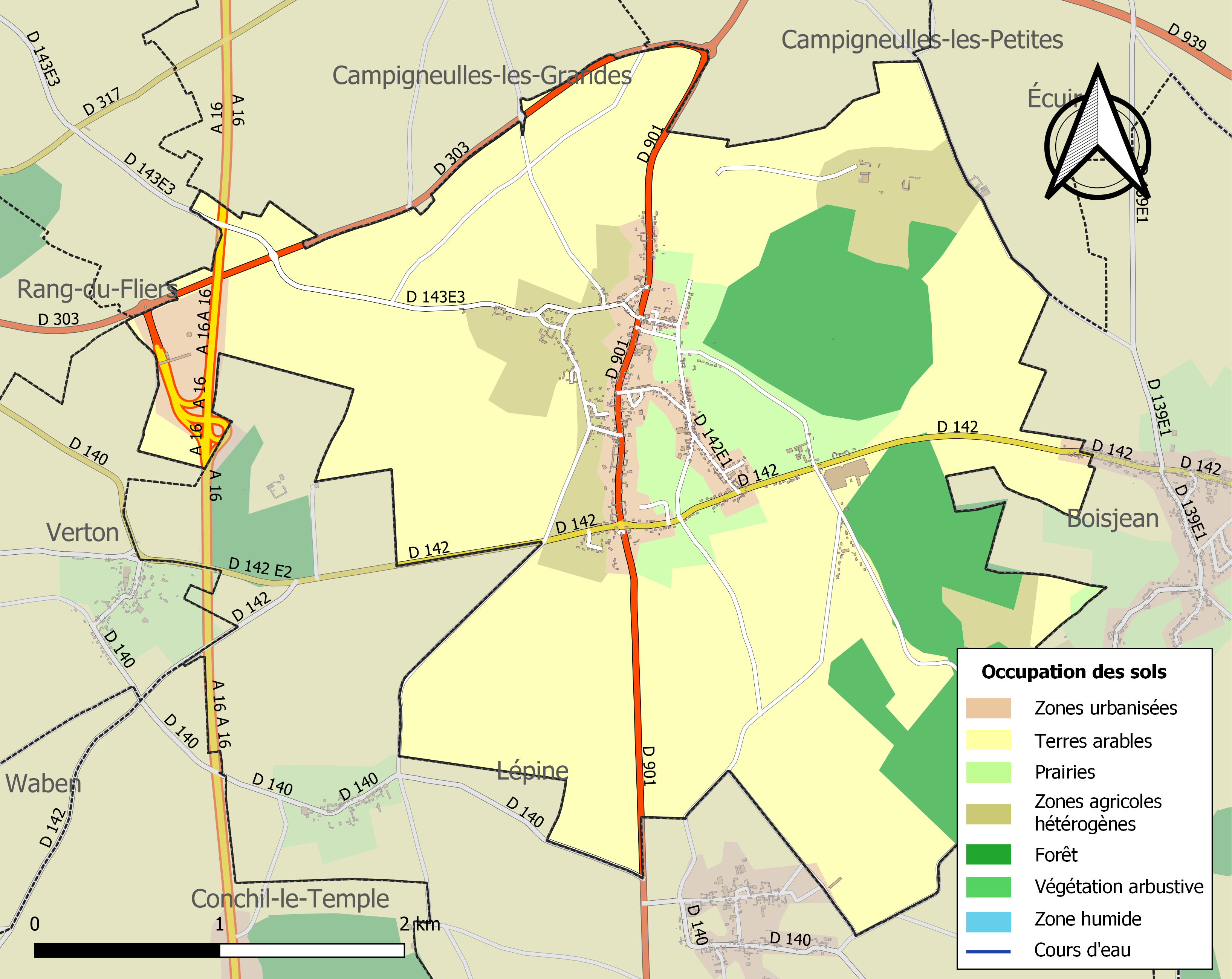
Carte des infrastructures et de l'occupation des sols de la commune en 2018 (CLC).

### Lieux-dits, hameaux et écarts
Beaucamp : ce hameau donnera son nom en 1901, à la nouvelle dénomination du village.
- la Réderie
- le Mouflet ou Moufflet, appelé aussi Mont-Ruflel en 1311 ou Mont-Riflet en 1337[15], une tradition veut que Mouflet soit un hommage au jeune dauphin Louis XVII qui, en captivité, ne désirait que son chien Mouflet
- la Houssoye, le nom de la Houssoye vient du picard houshe, qui signifie bosquet en français. Il existe d'autres Houssoye : Houssoie à Parenty, Bellebrune, Buire-le-Sec[16]
- le Point du Jour
- le Halloy
- les Champs Rayés
- les Rives
- le Mont-Guislain
- les Fonds de Wailly
- le Monthodion ou Montaudion, d'après Albert Leroy, Montaudion serait le nom d'une ancienne famille picarde
- les Garennes.

### Voies de communication et transports

#### Voies de communication
La commune est traversée par l'ancienne RN 1, aujourd'hui RD 901, reliant Boulogne-sur-Mer à Paris et est desservie par la sortie no 25 (à 4 km) de l'autoroute A16.

#### Transports
La commune était située sur la ligne de chemin de fer Aire-sur-la-Lys - Berck-Plage, une ancienne ligne de chemin de fer qui reliait dans le département du Pas de Calais, entre 1893 et 1955, Aire-sur-la-Lys à Berck.

## Toponymie

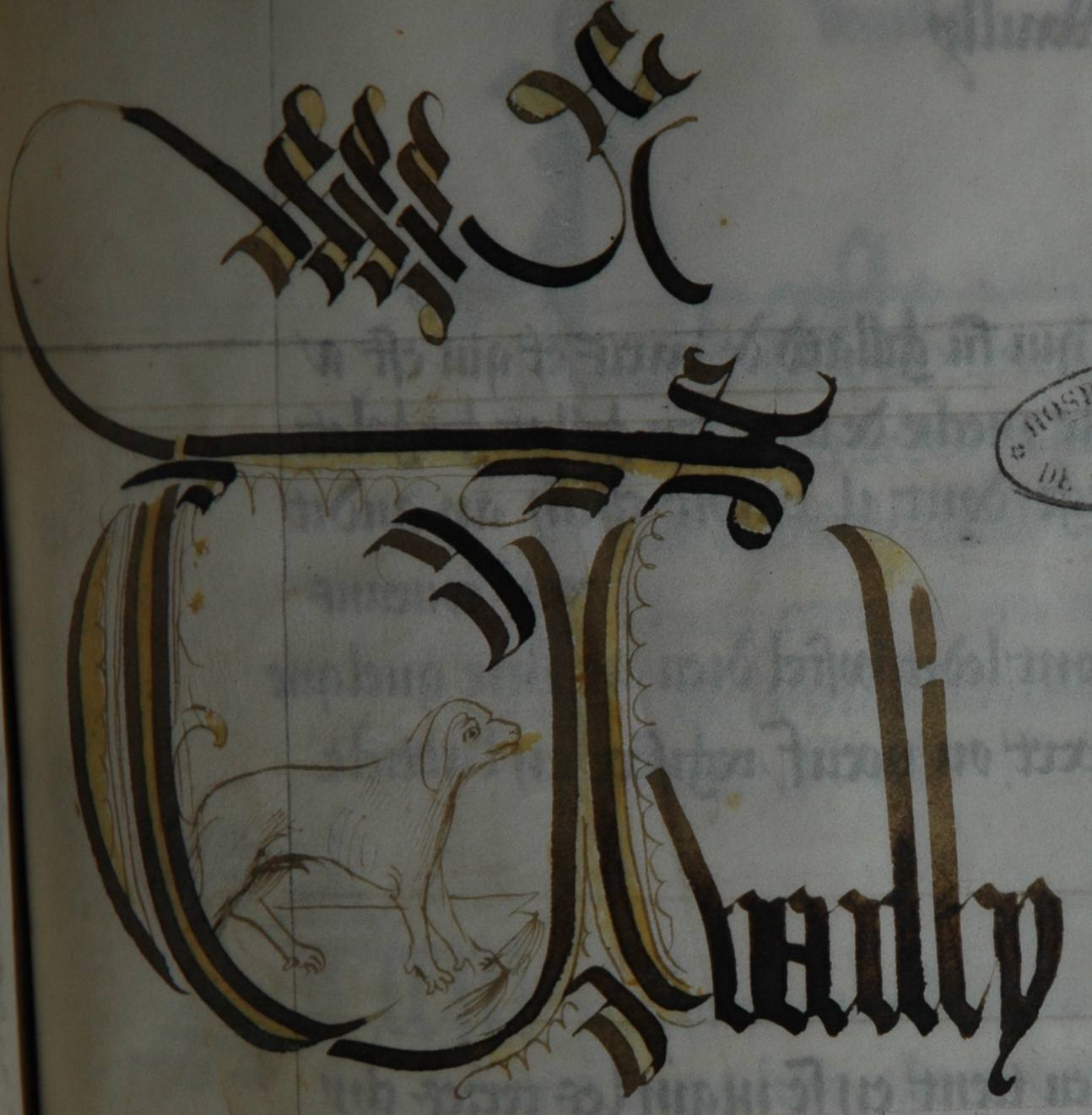
Wailly, lettrine du chien qui « Wail », Cueilloir de l'Hôtel-Dieu de Montreuil-sur-Mer, 1477.

Le nom de la localité est attesté sous les formes Walli fin XIe siècle ; Wally en 1154 ; Valgi en 1168 ; Walgi en 1174 ; Vaasli et Vasli au XIIe siècle ; Wailli en 1215 ; Velliacum en 1228 ; Wailly en 1239 ; Wailliacum en 1240 ; Vualli en 1256 ; Walli en 1270 ; Valli au XIIIe siècle ; Wally en 1308 ; Wailly en 1477 ; Ouailly en 1612 ; Houailly en 1730 ; Wailly en 1789 ; Wailly en 1793 ; Wailly en 1801 et Wailly-Beaucamp depuis 1901. En 1901, Wailly prend le nom de Wailly-Beaucamp pour éviter la confusion avec Wailly près d'Arras.
Il s'agit d'une formation gauloise ou gallo-romaine en -(i)acum,, suffixe d'origine gauloise servant à localiser ou à marquer la propriété.
Le premier élément Waill- s'explique vraisemblablement par un anthroponyme germanique,. Albert Dauzat propose le nom de personne germanique Walo et Ernest Nègre suggère Wallo.
Remarque : l'explication de Louis Ricouart par le mot Wail « petit gué » (du germanique *wadilą > vieux saxon widil, vieux norois vaðill, allemand Wedel), comme dans Wail (Pas-de-Calais, Wadhil 1066, Wail 1079, Wahil 1154) est contredite par les formes anciennes et à ce titre, non reprise par les études plus modernes.
Beaucamp est une section de la commune de Wailly attesté sous les formes Beaucamps en 1479 et Beauchan en 1508.

## Histoire

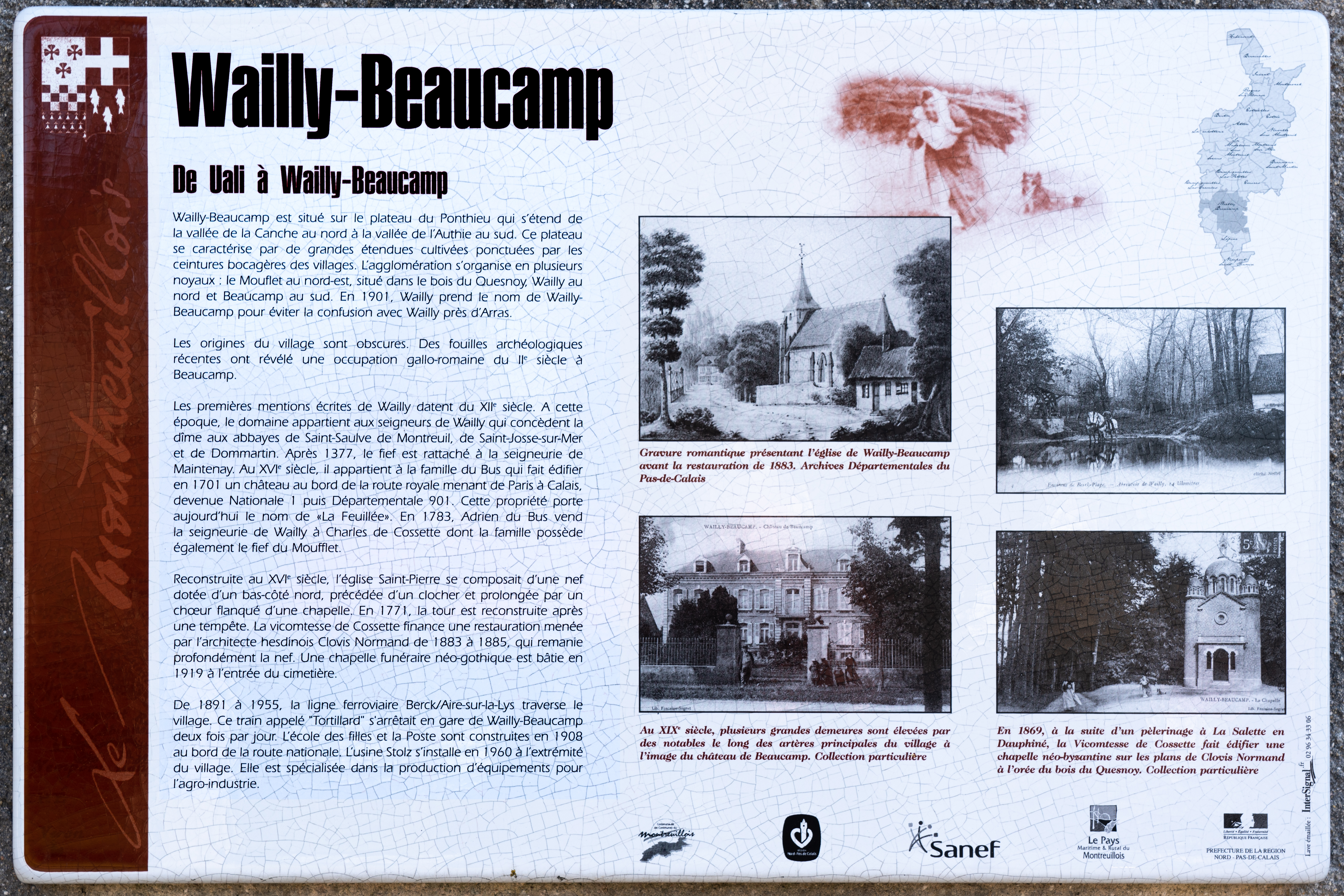
Le panneau d'information.

Un panneau émaillé destiné à l'information des visiteurs est fixé à proximité de l'église. Voici, in extenso, le texte qu'il contient : 

« Wailly-Beaucamp
De Vali à Wailly-Beaucamp
Wailly-Beaucamp est situé sur le plateau du Ponthieu qui s'étend de la vallée de la Canche au nord à la vallée de l'Authie au sud. Ce plateau se caractérise par de grandes étendues cultivées ponctuées par les ceintures bocagères des villages. L'agglomération s'organise en plusieurs noyaux: le Mouflet au nord-est, situé dans le bois du Quesnoy, Wailly au nord et Beaucamp au sud. En 1901, Wailly prend le nom de Wailly-Beaucamp pour éviter la confusion avec Wailly près d'Arras.
Les origines du village sont obscures. Des fouilles archéologiques récentes ont révélé une occupation gallo-romaine du IIe siècle à Beaucamp.
Les premières mentions écrites de Wailly datent du XIIe siècle. A cette époque, le domaine appartient aux seigneurs de Wailly qui concèdent la dîme aux abbayes de Saint-Saulve de Montreuil, de Saint-Josse-sur-Mer et de Dommartin. Après 1377, le fief est rattaché à la seigneurie de Maintenay. Au XVIe siècle, il appartient à la famille du Bus qui fait édifier en 1701 un château au bord de la route royale menant de Paris à Calais, devenue Nationale 1 puis Départementale 901. Cette propriété porte aujourd'hui le nom de «La Feuillée» En 1783, Adrien du Bus vend la seigneurie de Waily à Charles de Cossette dont la famille possède également le fief du Moufflet.
Reconstruite au XVe siècle, l'église Saint-Pierre se composait d'une nef dotée d'un bas-côté nord, précédée d'un clocher et prolongée par un chœur flanqué d'une chapelle, En 1771, la tour est reconstruite après une tempête. La vicomtesse de Cossette finance une restauration menée par l'architecte hesdínois Clovis Normand de 1883 à 1885, qui remanie profondément la nef. Une chapelle funéraire néo-gothique est bâtie en 1919 à l'entrée du cimetière.
De 1891 à 1955, la ligne ferroviaire Berck/Aire-sur-la-Lys traverse, le village. Ce train appelé "Tortillard" s'arrêtait en gare de Wailly-Beaucamp deux fois par jour. L'école des filles et la Poste sont construites en 1908 au bord de la route nationale, L'usine Stolz s'installe en 1960 à l'extrémité du village. Elle est spécialisée dans la production d'équipements pour l'agro-industrie. »

### Période médiévale
Les origines de Wailly sont obscures toutefois des fouilles archéologiques ont révélé une occupation gallo-romaine du IIe siècle. Mais la première mention écrite de Wailly date de 1144, un certain Wermon, seigneur de Wailly signe comme témoin au bas d'une charte. À cette époque, le domaine appartient aux seigneurs de Wailly qui concèdent la dîme aux abbayes de Saint-Saulve de Montreuil, de Saint-Josse-sur-Mer et de Dommartin. Après 1377, le fief est rattaché à la seigneurie de Maintenay.

### Temps modernes

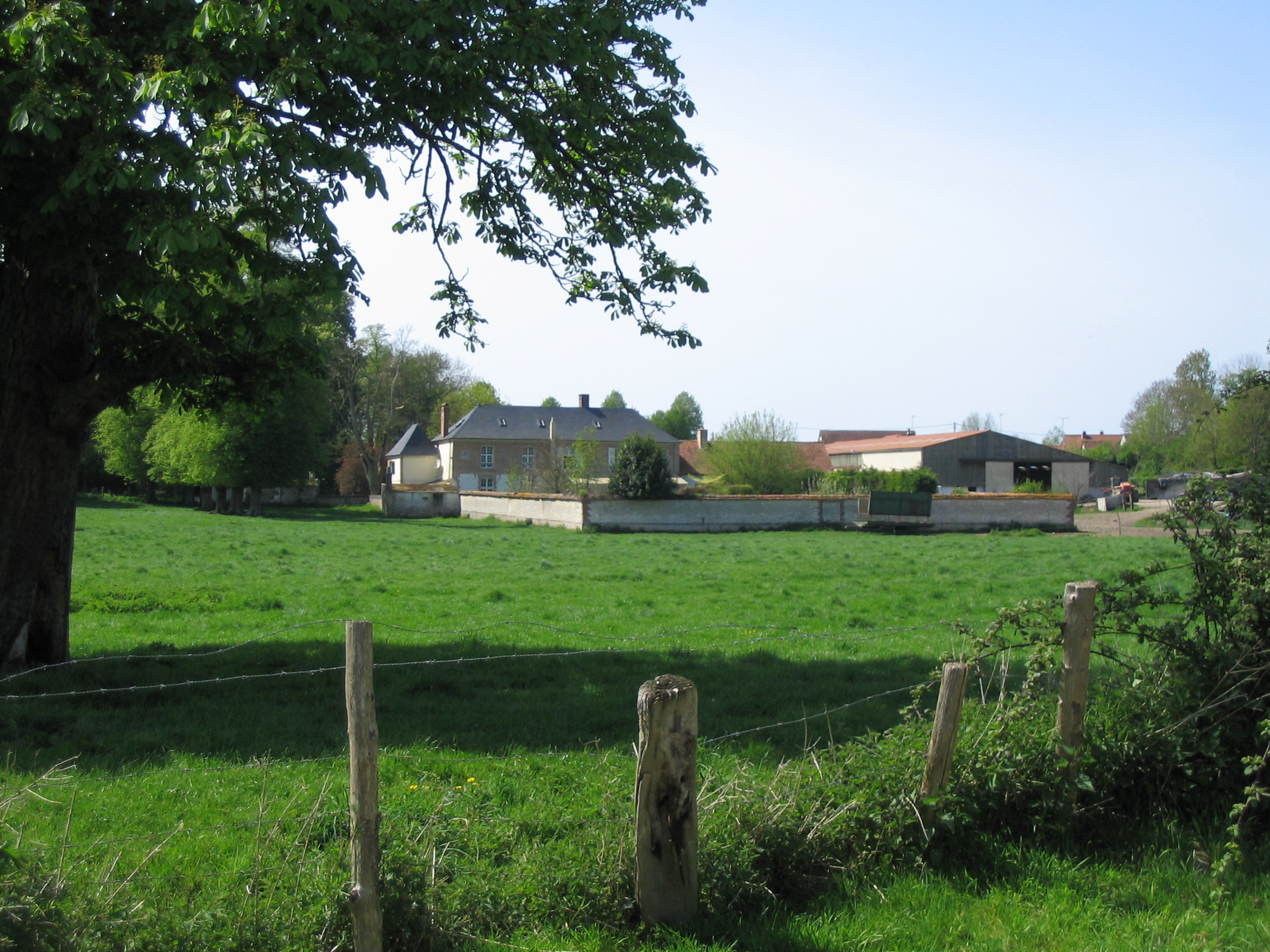
La Feuillée, ancienne demeure seigneuriale des du Bus.

Au XVIe siècle, la France est en guerre contre les armées de Charles Quint, et le Montreuillois est ravagé, Jean de Serre décrit dans ses Chroniques l'état des environs de Montreuil :
« Tout le pays étoit brousté, gagé, bruslé, de Boulogne jusques à Monstreüil, et de Monstreüil à Abbeville. Point d'herbes, point de fourrages pour les chevaux ».
À cette époque, le fief appartient à la famille du Bus qui fait édifier en 1701 un château au bord de la route royale. En effet, la vieille forteresse féodale est en ruine depuis au moins 1613, elle se situait dans le bois de la Corneillère. En 1783, Adrien du Bus (mort le 8 mai 1783) vend la seigneurie de Wailly à Charles de Cossette dont la famille possède également le fief du Moufflet.

#### Miracle et légende
Comme dans toute histoire de village, Wailly-Beaucamp a son lot de miracles et de légendes.

Albéric de Calonne nous fait part du miracle de saint Adrien à Wailly : 

« St Adrien, martyr, dont les reliques étaient conservées en Haynaut dans la ville de Grammont, fut l'objet d'un culte spécial à Wailly. Les Bollandistes racontent le fait suivant :
« Le 3 octobre 1516, Jeanne Le Fèvre, femme de Jacques du Bois, qui demeurait à Wailly près de Montreuil, cueillait des légumes dans son jardin lorsque sa mère, morte depuis 3 ans, lui apparut : « Jeanne ma fille, dit-elle, rassure toi je suis ta mère ; souviens-toi que pendant une de tes maladies nous promîmes ensemble d'aller au pèlerinage de Grammont ; parce que tu n'as rempli cet engagement, je souffre cruellement dans le Purgatoire ! »
La vision disparut et Jeanne n'en parla à personne. Huit jours après, elle préparait le feu de la cuisine, quand soudain apparaît encore sa mère qui la renverse sans connaissance : « Apprend qu'il n'y aura plus de repos pour toi jusqu'à ce que tu sois allée vénérer les reliques de saint Adrien à Grammont ! » La malheureuse femme, privée de l'usage de la raison, raconta dans un moment lucide ce qui s'était passé et Jacques du Bois n'hésita point à partir avec elle ; un grand nombre de la commune les accompagnèrent. Aussitôt qu'elle eut baisé les reliques du glorieux martyr, Jeanne ouvrit les yeux et s'écria : « Loués et bénis soient Dieu et saint Adrien, je suis guérie ! » Le 18 octobre suivant, fête de Saint Leu, elle raconta cet événement dans l'église paroissiale de Wailly, en présence de trente témoins. (Acta sanctorum, 8 sept.) »

Le culte de saint Adrien a aujourd'hui disparu.
Voici ce qu'écrit Roger Rodière, historien et ancien habitant du village, à la fin du XIXe siècle : « Une tradition veut d'ailleurs que les sorciers aient exécuté dans le bois de Puit-Bérault leurs infâmes mystères, jusqu'à la Révolution, ce qui me parait bien exagéré. On conserve encore à Wailly d'énormes blocs de grès, dits Pierres à Sorciers, en forme de tables, sur lesquels on prétend que les Naudois égorgèrent leurs victimes. Ces pierres se trouvent principalement ; au nombre de cinq, à l'entrée de Wailly vers Airon ; une énorme, à l'issue du bois ; trois ou quatre, en face du cabaret Boidin, au raccordement de la Rue de l'église. ». Ces pierres ont aujourd'hui disparu.

### Période contemporaine

#### XIXesiècle

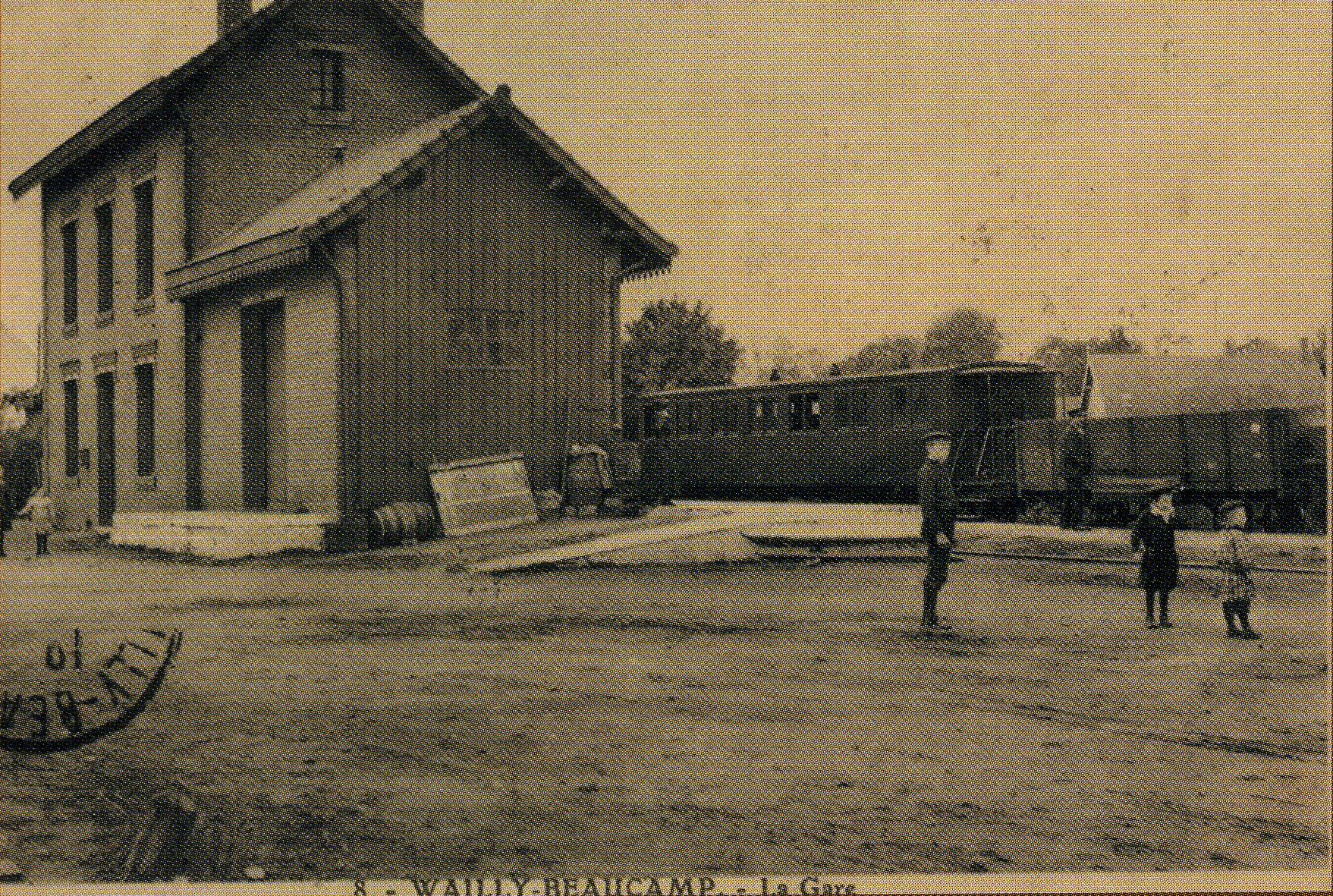
Gare de Wailly-Beaucamp au début du XXe siècle.

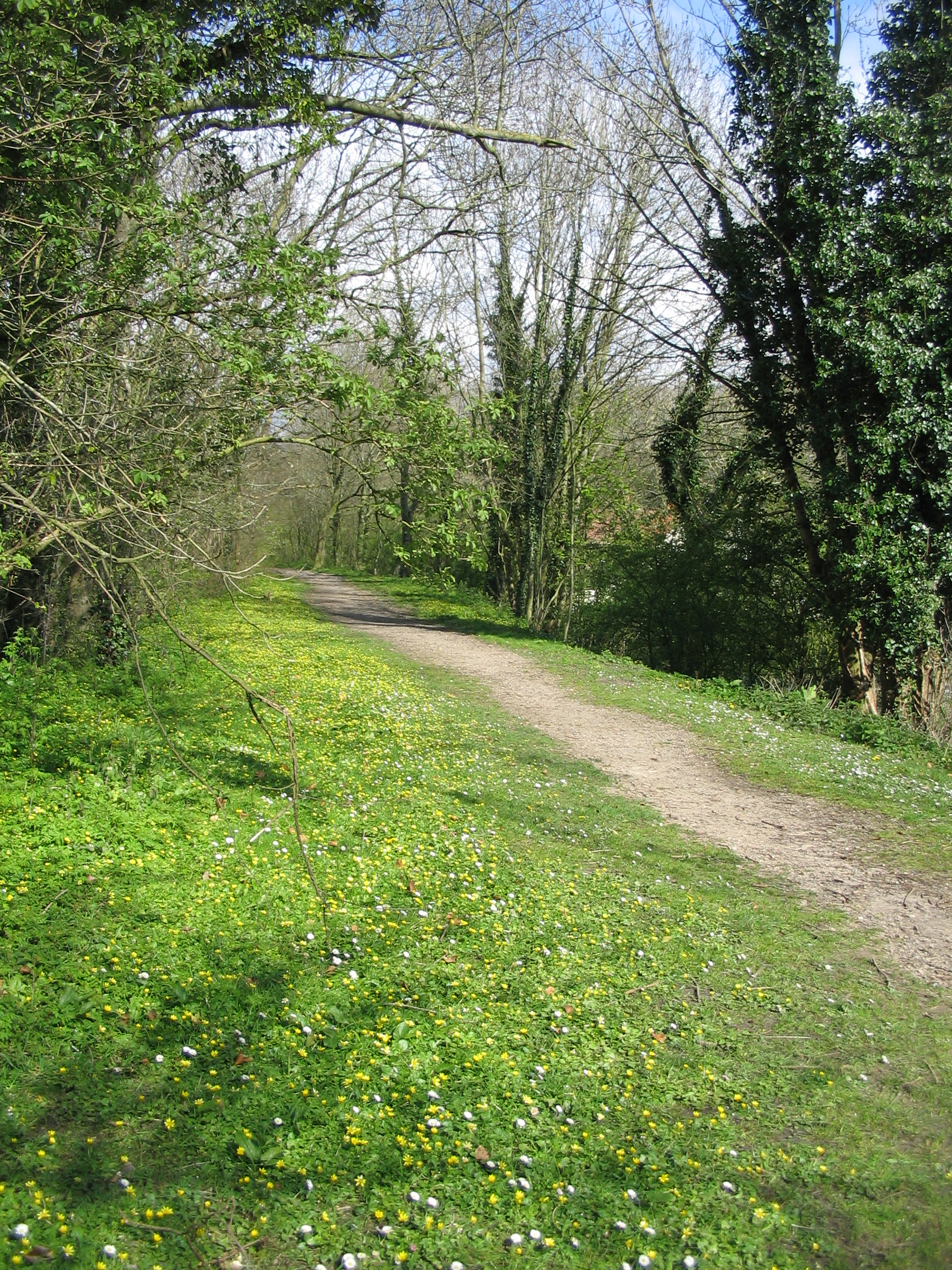
L'ancienne voie de chemin de fer.

Pendant la période révolutionnaire, le village fut épargné des violences malgré la présence de l'échafaud sur une place de Montreuil. La famille de Cossette ne quitta pas le château et le curé Waro prêta le serment révolutionnaire. Avec la nouvelle division en départements du pays, Wailly depuis ce temps est non plus rattaché au canton de Waben, mais à celui de Montreuil.
Voici quelques anecdotes qui se déroulent à Wailly au cours du XIXe siècle : en 1871 Wailly eut la visite de quelques soldats prussiens. Cinq ans plus tard, une tornade secoua le village et en 1881 les habitants virent un ballon à air chaud atterrir dans Wailly.
De 1891 à 1955, la ligne Aire-sur-la-Lys - Berck-Plage traversait le village. Ce chemin de fer secondaire à voie métrique appelé « Tortillard », « ch'tacot » ou « ch'tiot train », s'arrêtait en gare de Wailly deux fois par jour. De cette voie ferrée ne restent à Wailly-Beaucamp que la gare (habitation privée) et un chemin piétonnier reliant le chemin des Lombards à la route nationale.

#### XXesiècle
À cause de la dispersion du courrier vers Wailly-les-Arras, le conseil municipal décida de rebaptiser le village en 1901. Avant cette date, Il était officieusement  et communément appelé Wailly-sous-Montreuil, mais c'est le lieu-dit de Beaucamp qui fut ajouté au nom de Wailly pour former Wailly-Beaucamp.
L'école des filles et la poste sont construites en 1908 aux bords de la route nationale.

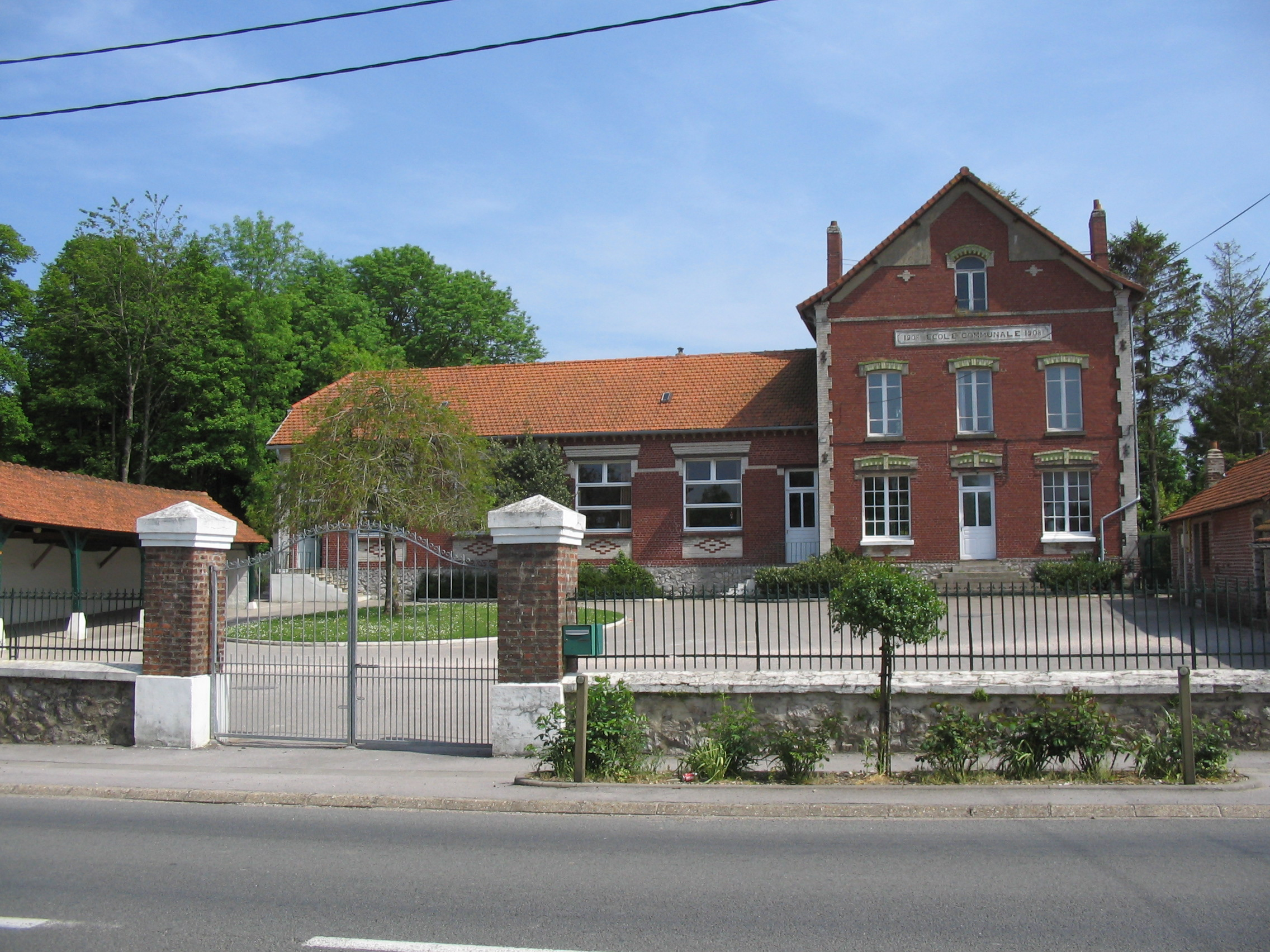
L'ancienne école des filles aujourd'hui école primaire.

Pendant la Grande-Guerre le village paya du sang de ses habitants sa part à l'effort de guerre. On érigea en 1921, comme partout en France, un monument aux morts face au porche de l'église.
Liste des noms inscrits au monument aux morts :
En 1944, les chars canadiens délivrent le village.
En 1960, l'usine Stolz s'installe au sud-est du village, elle emploie en 2001, 370 salariés.
Au début des années 1980 la population du village augmente, cela se traduit par la création de deux lotissements HLM ceux de la gare et du Monthodion. La municipalité se dote d'une salle polyvalente face au terrain de football.

#### XXIesiècle

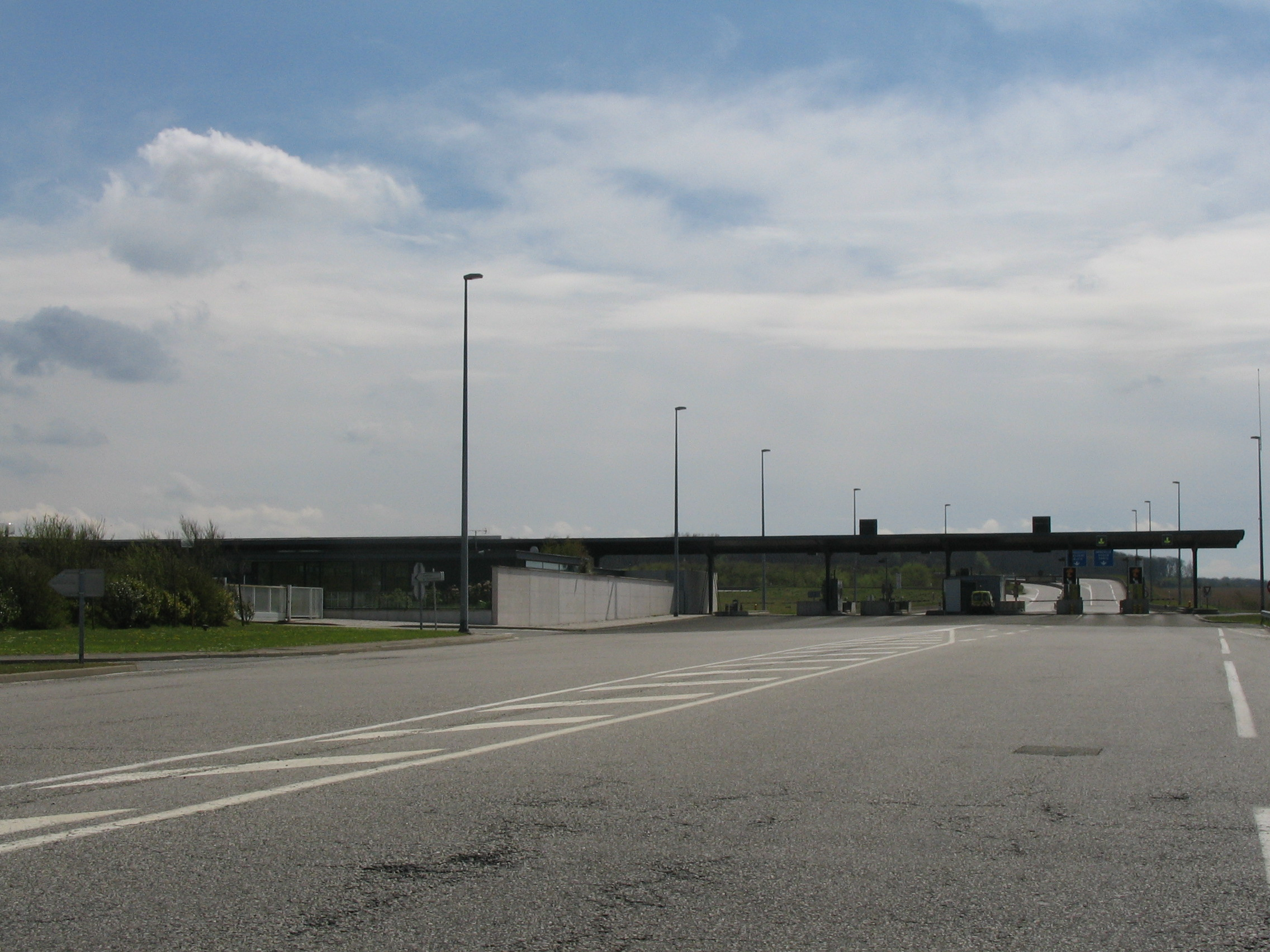
Sortie 25 (Berck) et le centre d'entretien de l'A16 à Wailly-Beaucamp.

En ce début de nouveau siècle, profitant pleinement du phénomène de ré-urbanisation, la croissance démographique du village n'a jamais été aussi forte (15,2 % de 1999 à 2005). Les nouvelles constructions se trouvent principalement sur la route dite de Boisjean et au Monthodion. Le village attire de nouveaux commerces et une zone d'activité inter-communale, à proximité de la sortie 25 et du centre d'entretien de l'autoroute A16, est en projet sur son territoire.

## Politique et administration

### Découpage territorial
La commune se trouve dans l'arrondissement de Montreuil du département du Pas-de-Calais.

#### Commune et intercommunalités
La commune a fait partie, de 2001 à 2016, de la communauté de communes du Montreuillois et, depuis le 1er janvier 2017, elle est membre de la communauté d'agglomération des Deux Baies en Montreuillois (CA2BM) dont le siège est basé à Montreuil-sur-Mer.

#### Circonscriptions administratives
La commune faisait partie du canton de Waben (1793), depuis la loi du 22 décembre 1789 reprise par la constitution de 1791, qui divise le royaume (la République en septembre 1792), en communes, cantons, districts et départements, puis du canton de Montreuil (1801).
Dans le cadre du redécoupage cantonal de 2014, elle est maintenant rattachée au canton de Berck qui passe de 10 à 31 communes.

#### Circonscriptions électorales
Pour l'élection des députés, la commune fait partie, depuis 1986, de la quatrième circonscription du Pas-de-Calais.

## Équipements et services publics

### Enseignement
La commune est située dans l'académie de Lille et dépend, pour les vacances scolaires, de la zone B.
Elle administre l'école primaire « Jean Moulin ».

### Santé
Les Wailly-Beaucampois bénéficient des services du centre hospitalier de l'arrondissement de Montreuil (CHAM), situé à Rang-du-Fliers, à 6 km. Cet établissement né en 1980 s'est agrandi depuis, particulièrement en septembre 2009. Il s'est étendu sans cesse et offre aujourd'hui plus de 900 lits et places.

### Justice, sécurité, secours et défense

#### Justice
La commune relève du tribunal de proximité de Montreuil-sur-Mer, du tribunal judiciaire de Boulogne-sur-Mer, de la cour d'appel d'Amiens et de Douai, du tribunal pour enfants de Boulogne-sur-Mer, du conseil de prud'hommes de Boulogne-sur-Mer, du tribunal de commerce de Boulogne-sur-Mer et du tribunal paritaire des baux ruraux de Boulogne-sur-Mer, Calais et Montreuil-sur-Mer.

#### Sécurité
La commune est sous la compétence territoriale de la brigade de gendarmerie située au no 567 rue de Paris à Écuires,.

#### Secours
La commune est à proximité du centre d'incendie et de secours (CIS) de Montreuil-sur-Mer, situé au no 130, Chaussée-Marcadée.

## Population et société

### Démographie
Les habitants de la commune sont appelés les Wailly-Beaucampois.

#### Évolution démographique
L'évolution du nombre d'habitants est connue à travers les recensements de la population effectués dans la commune depuis 1793. Pour les communes de moins de 10 000 habitants, une enquête de recensement portant sur toute la population est réalisée tous les cinq ans, les populations de référence des années intermédiaires étant quant à elles estimées par interpolation ou extrapolation. Pour la commune, le premier recensement exhaustif entrant dans le cadre du nouveau dispositif a été réalisé en 2005.

En 2022, la commune comptait 1 063 habitants, en évolution de +4,73 % par rapport à 2016 (Pas-de-Calais : −0,72 %, France hors Mayotte : +2,11 %).
| 1793 | 1800 | 1806 | 1821 | 1831 | 1836 | 1841 | 1846 | 1851 |
| ---- | ---- | ---- | ---- | ---- | ---- | ---- | ---- | ---- |
| 357  | 421  | 472  | 472  | 527  | 525  | 535  | 533  | 522  |

| 1856 | 1861 | 1866 | 1872 | 1876 | 1881 | 1886 | 1891 | 1896 |
| ---- | ---- | ---- | ---- | ---- | ---- | ---- | ---- | ---- |
| 522  | 534  | 553  | 554  | 557  | 550  | 543  | 571  | 578  |

| 1901 | 1906 | 1911 | 1921 | 1926 | 1931 | 1936 | 1946 | 1954 |
| ---- | ---- | ---- | ---- | ---- | ---- | ---- | ---- | ---- |
| 580  | 537  | 543  | 533  | 505  | 531  | 508  | 528  | 489  |

| 1962 | 1968 | 1975 | 1982 | 1990 | 1999 | 2005 | 2006 | 2010 |
| ---- | ---- | ---- | ---- | ---- | ---- | ---- | ---- | ---- |
| 500  | 514  | 598  | 677  | 741  | 779  | 900  | 938  | 992  |

| 2015  | 2020  | 2022  | - | - | - | - | - | - |
| ----- | ----- | ----- | - | - | - | - | - | - |
| 1 021 | 1 041 | 1 063 | - | - | - | - | - | - |

#### Pyramide des âges
En 2022, le taux de personnes d'un âge inférieur à 30 ans s'élève à 32,5 %, soit en dessous de la moyenne départementale (35,9 %). De même, le taux de personnes d'âge supérieur à 60 ans est de 25 % la même année, alors qu'il est de 25,8 % au niveau départemental.
En 2022, la commune comptait 538 hommes pour 525 femmes, soit un taux de 49,39 % de femmes, supérieur au taux départemental (51,59 %).
Les pyramides des âges de la commune et du département s'établissent comme suit :
| Hommes | Classe d’âge | Femmes |
| ------ | ------------ | ------ |
| 0,6    | 90 ou +      | 0,6    |
| 5,7    | 75-89 ans    | 6,7    |
| 18,4   | 60-74 ans    | 18,0   |
| 22,5   | 45-59 ans    | 23,5   |
| 19,4   | 30-44 ans    | 19,5   |
| 15,1   | 15-29 ans    | 12,7   |
| 18,4   | 0-14 ans     | 18,9   |

| Hommes | Classe d’âge | Femmes |
| ------ | ------------ | ------ |
| 0,5    | 90 ou +      | 1,6    |
| 5,6    | 75-89 ans    | 8,9    |
| 16,7   | 60-74 ans    | 18,1   |
| 20,2   | 45-59 ans    | 19,2   |
| 18,9   | 30-44 ans    | 18,1   |
| 18,2   | 15-29 ans    | 16,2   |
| 19,9   | 0-14 ans     | 17,9   |

### Manifestations culturelles et festivités

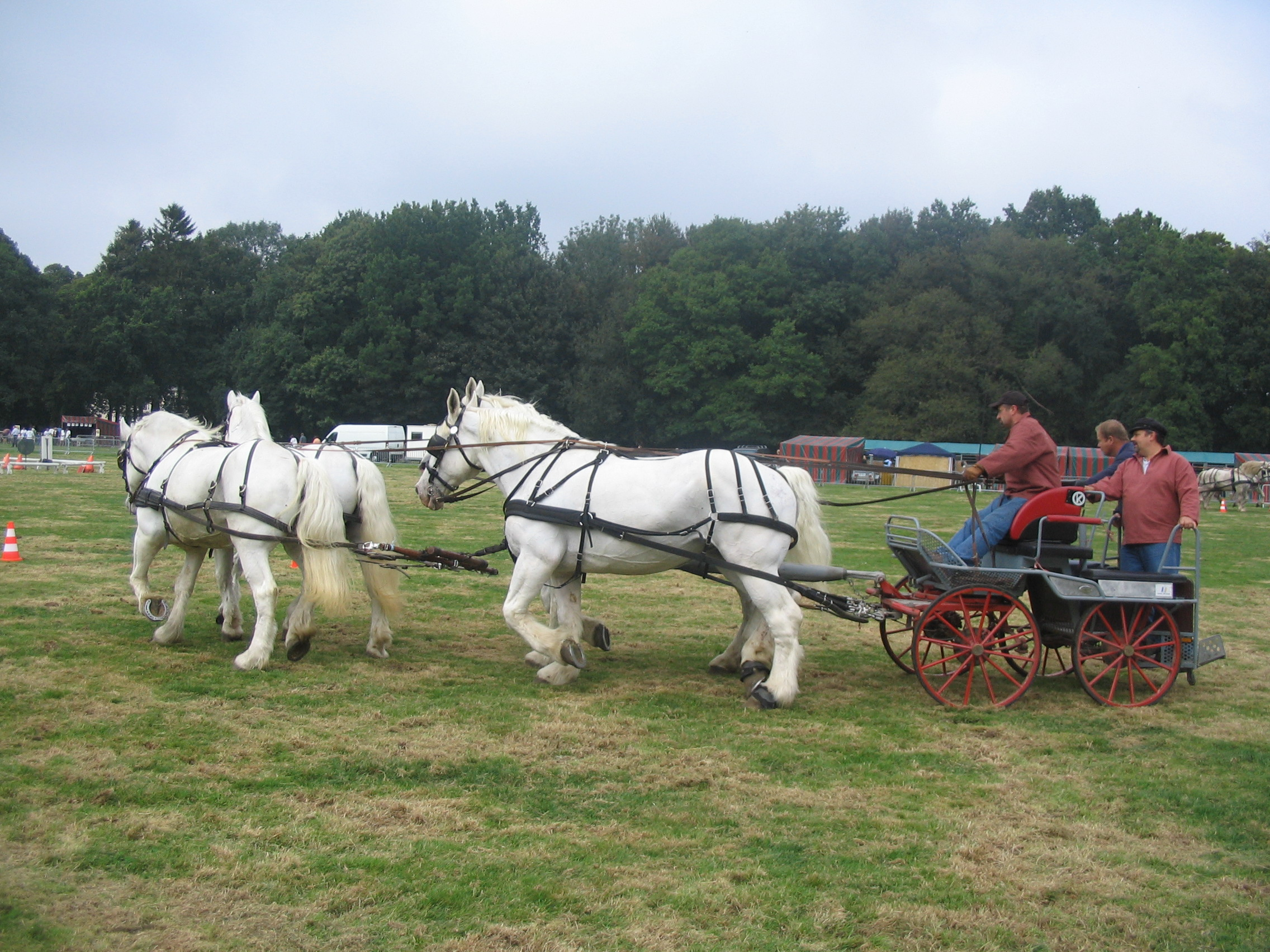
Salon Européen de la nature et de la chasse, 2007.

Le Salon européen de la nature et de la chasse, (7000 visiteurs en 2005, 11000 en 2007).
La commune est siège d'un club local de Questions pour un Champion.

### Sports et loisirs
- Terrains de football et de basket.
- Quillier.

### Vie associative
Depuis fin 2021, un nouveau comité d'animation indépendant propose des activités à l'ensemble des villageois afin de redynamiser la vie du village.

## Économie

### Revenus de la population et fiscalité
En 2021, la commune compte 410 ménages fiscaux, regroupant 1 054 personnes.
Le revenu fiscal médian par ménage de la commune est de 24 440 €, supérieur à celui du département du Pas-de-Calais (20 720 €) et supérieur à celui de la France métropolitaine (23 080 €),,.

### Entreprises et commerces

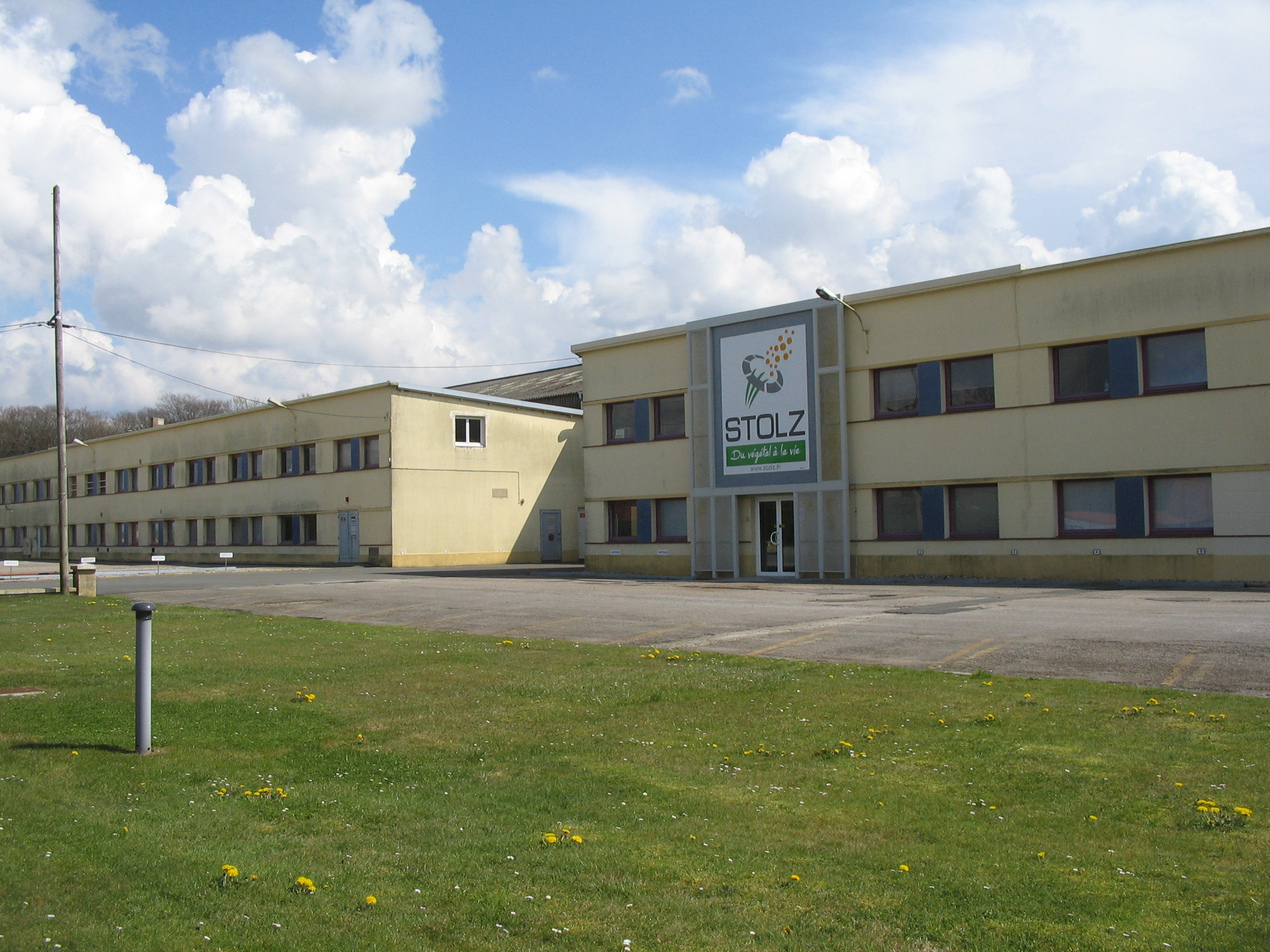
L'usine.

Sur la commune, en plus des commerces traditionnels, se trouve le péage autoroutier et centre d'entretien de l'A16, une usine de production d'équipements pour la manipulation de produits en vrac, des carrières de sable et gravier et une ferronnerie d'art.

#### Agriculture
La commune est dans le « pays de Montreuil », une petite région agricole dans le département du Pas-de-Calais. En 2020, l'orientation technico-économique de l'agriculture  sur la commune est l'exploitation de grandes cultures (hors céréales et oléo-protéagineux). 
|               | 1988  | 2000 | 2010 | 2020 |
| ------------- | ----- | ---- | ---- | ---- |
| Exploitations | 27    | 7    | 7    | 8    |
| SAU (ha)      | 1 051 | 756  | 705  | 766  |

Le nombre d'exploitations agricoles en activité et ayant leur siège dans la commune est passé de 27 lors du recensement agricole de 1988 à 7 en 2000 puis à 7 en 2010 et enfin à 8 en 2020, soit une baisse de 70 % en 32 ans. Le même mouvement est observé à l'échelle du département qui a perdu pendant cette période 65 % de ses exploitations (passant de 16 556 à 5 736),. La surface agricole utilisée sur la commune a également diminué, passant de 1 051 ha en 1988 à 766 ha en 2020 (soit - 27,12 %). Parallèlement la surface agricole utilisée moyenne par exploitation a augmenté, passant de 39 à 96 ha,.

## Culture locale et patrimoine

### Lieux et monuments

#### Architecture religieuse
- L'église Saint-Pierre est construite à l'origine au XVIe siècle (vers 1571) après la guerre contre les Espagnols, on sait qu'elle fut dédiée à saint Georges. Elle disposait d'une seconde nef au nord dans l'axe de la chapelle latérale. En 1770, pendant une tempête, la tour s'effondre. Elle est reconstruite un an plus tard. Au XIXe siècle, l'église est en très mauvais état. La vicomtesse de Cossette proposa tout d'abord de démolir l'église et d'en reconstruire une avec 10 000 F et un terrain offerts. Après le refus du conseil municipal, le curé Dubois fit dresser un devis à Clovis Normand, et au printemps 1883 les travaux commencèrent avec l'aide financière de la vicomtesse. L'église actuelle est celle après ces restaurations. Ne subsistent actuellement du XVIe siècle que le chœur, la nef de trois travées jusqu'à l'arc triomphal et la chapelle latérale. La grande nef fut donc réédifiée au XIXe siècle en supprimant le collatéral nord. Deux arcs reposant sur une pile octogonale en grès séparent la nef de la chapelle. Le mobilier a été remplacé, il est de style néogothique et orné de scènes bibliques et d'un bestiaire fantastique. Malheureusement à cause des travaux, les fresques du XVIe siècle furent détruites. Elles représentaient la « Décollation de saint Jean-Baptiste », le roi Hérode et saint Adrien.

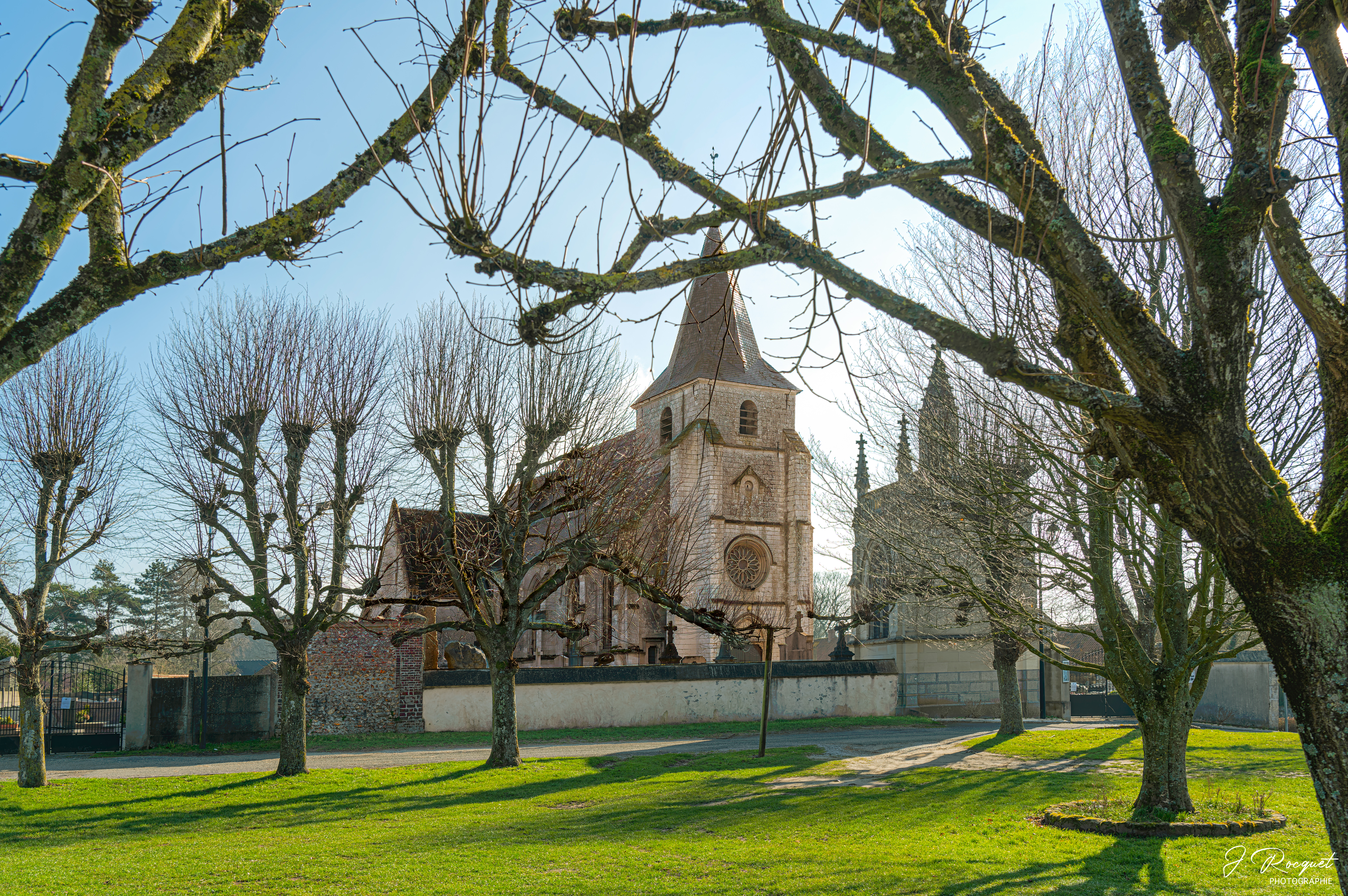
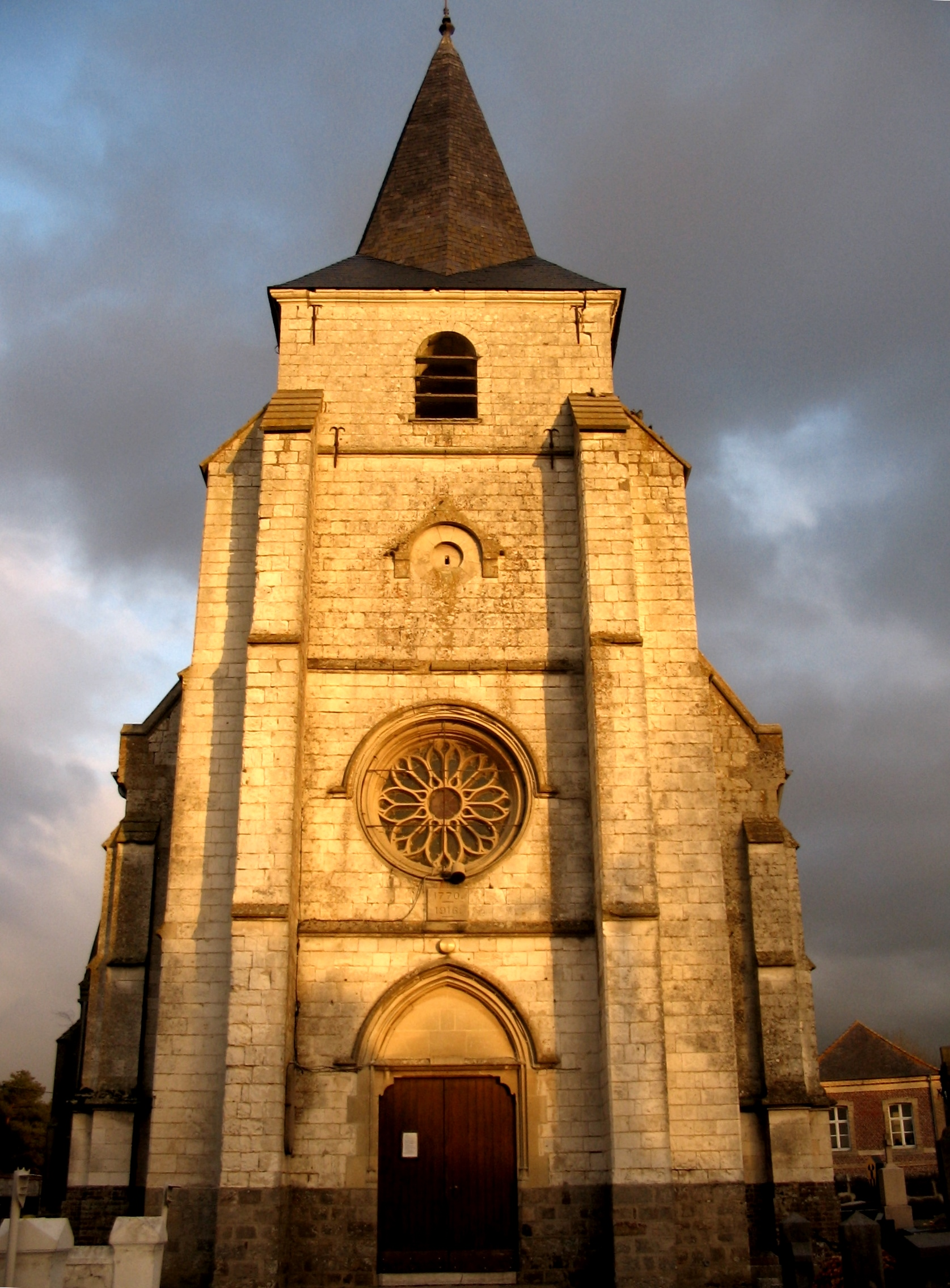
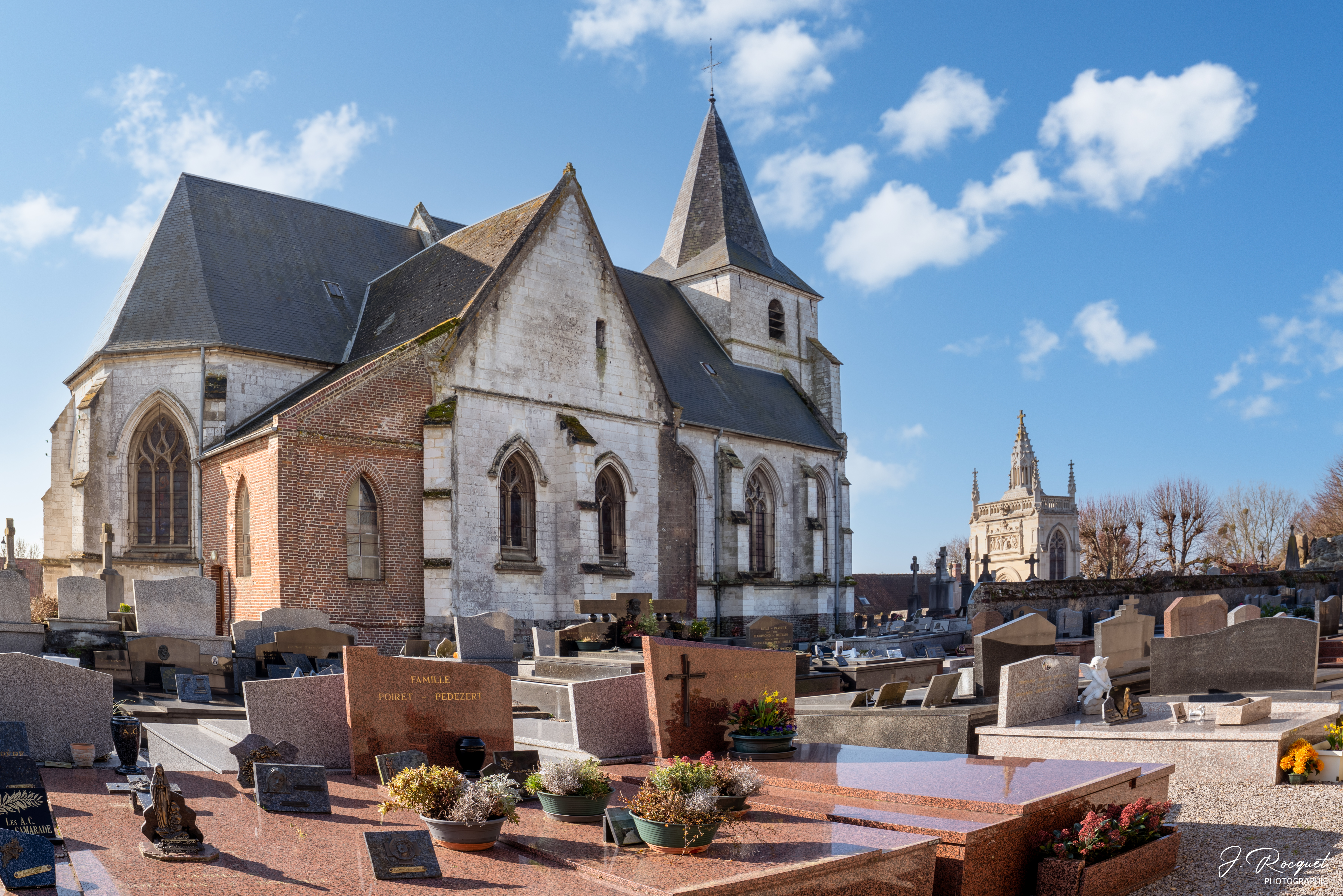
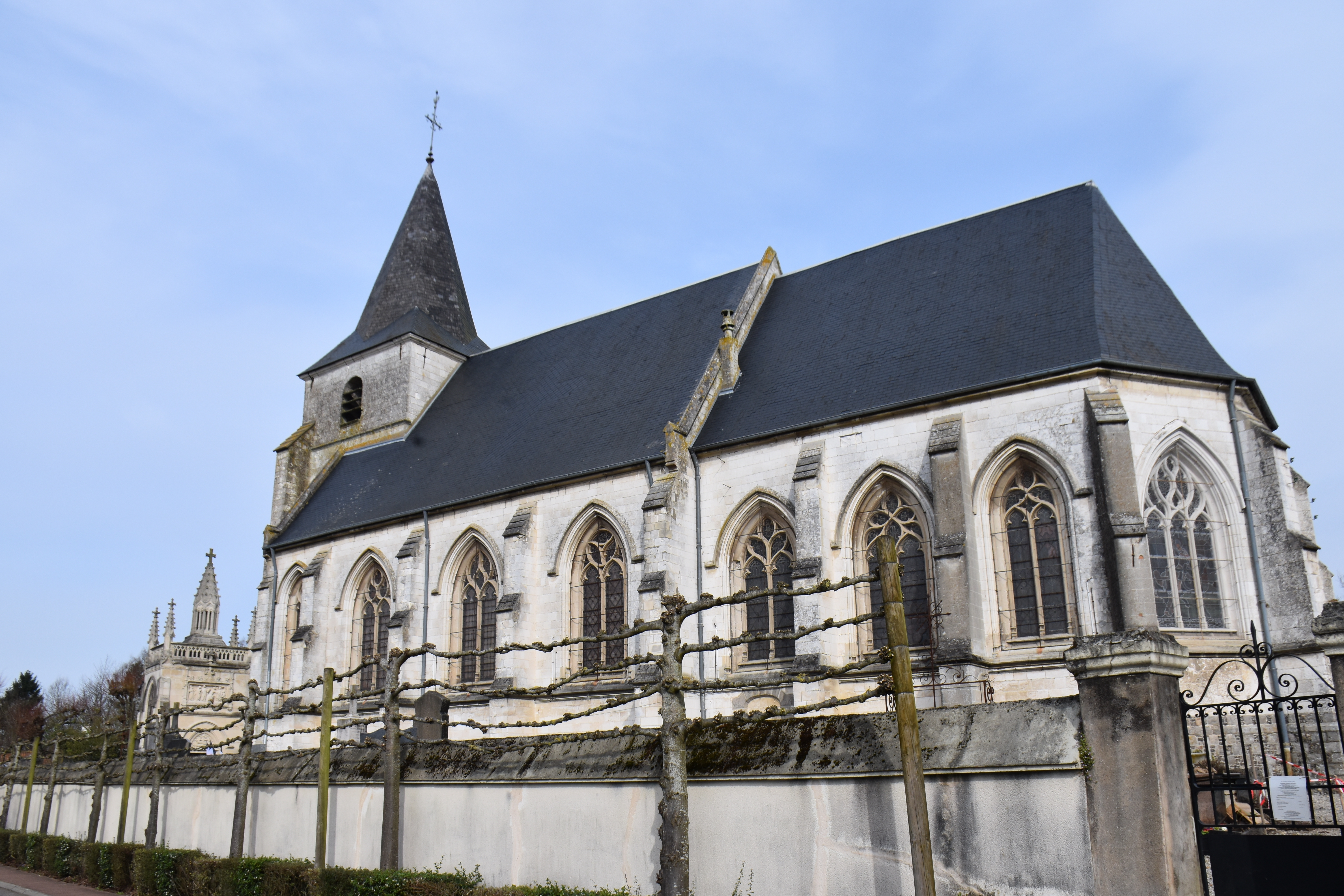
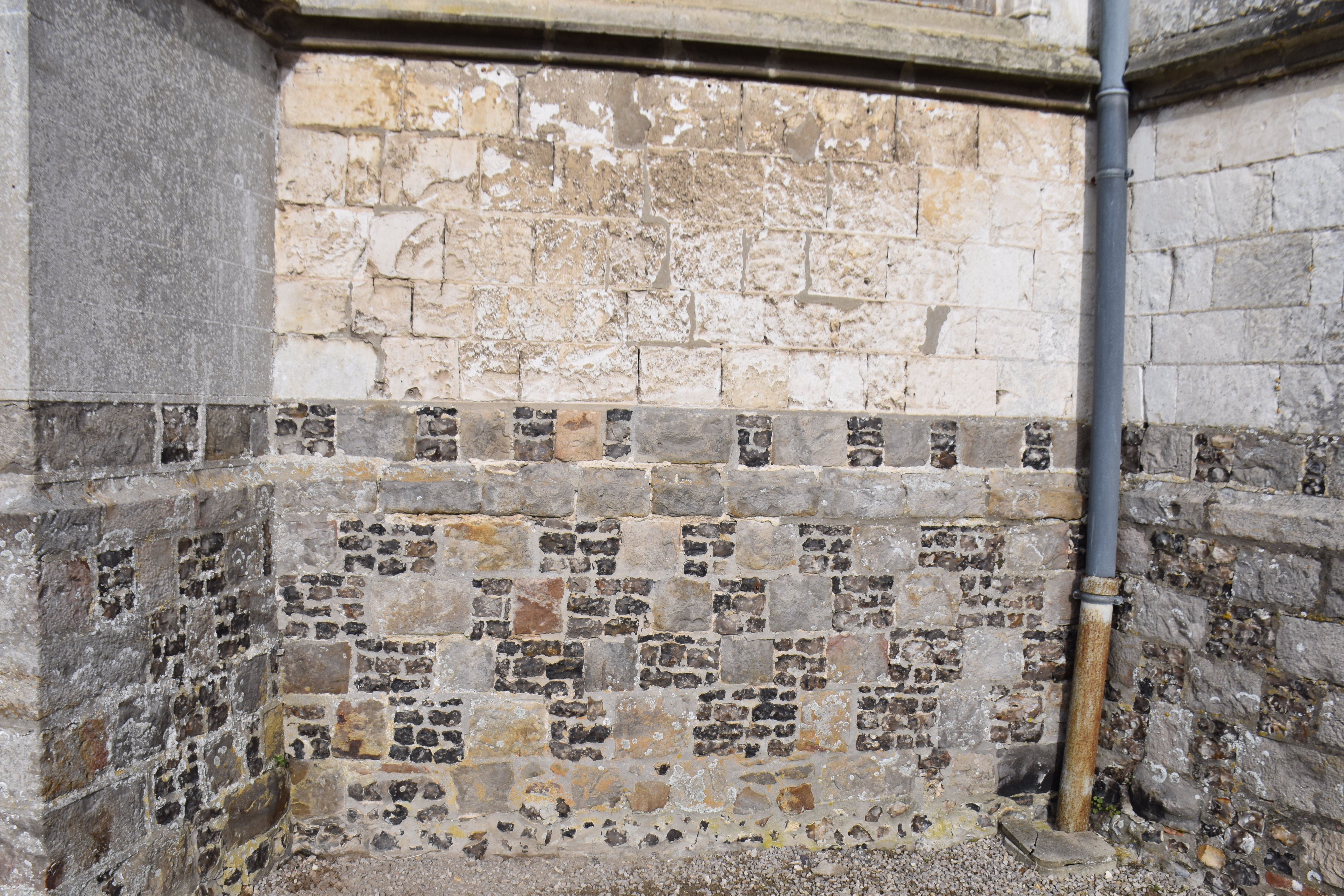

L'église possède une seule cloche nommée Marie-Rose qui pèse 600 kg. On peut l'entendre tous les jours de 7h à 21h sonnant toutes les demi-heures et 3 fois à la volée (7h, 12h et 19h)

- La chapelle Notre-Dame-de-la-Salette doit sa construction à Amélie de Cossette, née Van Cappel de Prémont, châtelaine du Mouflet à Wailly, qui, après la mort de ses deux filles en bas âge et de son mari, fit un pèlerinage à la Salette. De retour, elle décida, en 1869, de faire construire une chapelle de style néo-byzantin par l'architecte hesdinois Clovis Normand. La chapelle est encore aujourd'hui un lieu de procession lors de la neuvaine du mois de mai à Notre-Dame-de-la-Salette. Architecturalement, son plan est en croix grecque, la chapelle est bâtie en brique, flanquée de deux tourelles, à l'entrée et surmontée d'un dôme à clocheton percé de vitraux. À l'intérieur, quatre colonnes de granit supportent le dôme. Le chœur est orné d'une niche représentant l'apparition de la Salette. Le pavage est en marbre de couleur. Il fut créé en l'honneur de l'Immaculée Conception. Aujourd'hui, il est malheureusement en mauvais état car l'occupant allemand, pendant la Seconde Guerre mondiale, a utilisé la chapelle comme dépôt de munitions. La chapelle est toujours propriété des descendants de sa fondatrice, la famille de Chabot-Tramecourt[50].
- La chapelle Notre-Dame-de-la-Bonne-Mort édifiée en 1919 par la famille Bloquel est de style néogothique. Située à l'entrée du cimetière face à l'église, la chapelle est de plan rectangulaire, surmontée de quatre pinacles aux angles et d'une flèche. Un bas-relief en façade représente la résurrection de Lazare. Elle est éclairée par deux vitraux dont le premier est consacré au culte marial Notre-Dame de Lourdes ainsi que Notre-Dame des Victoires, Notre-Dame de la Salette, le second représente une femme en deuil à genoux, au pied de l'autel, où le prêtre officie.

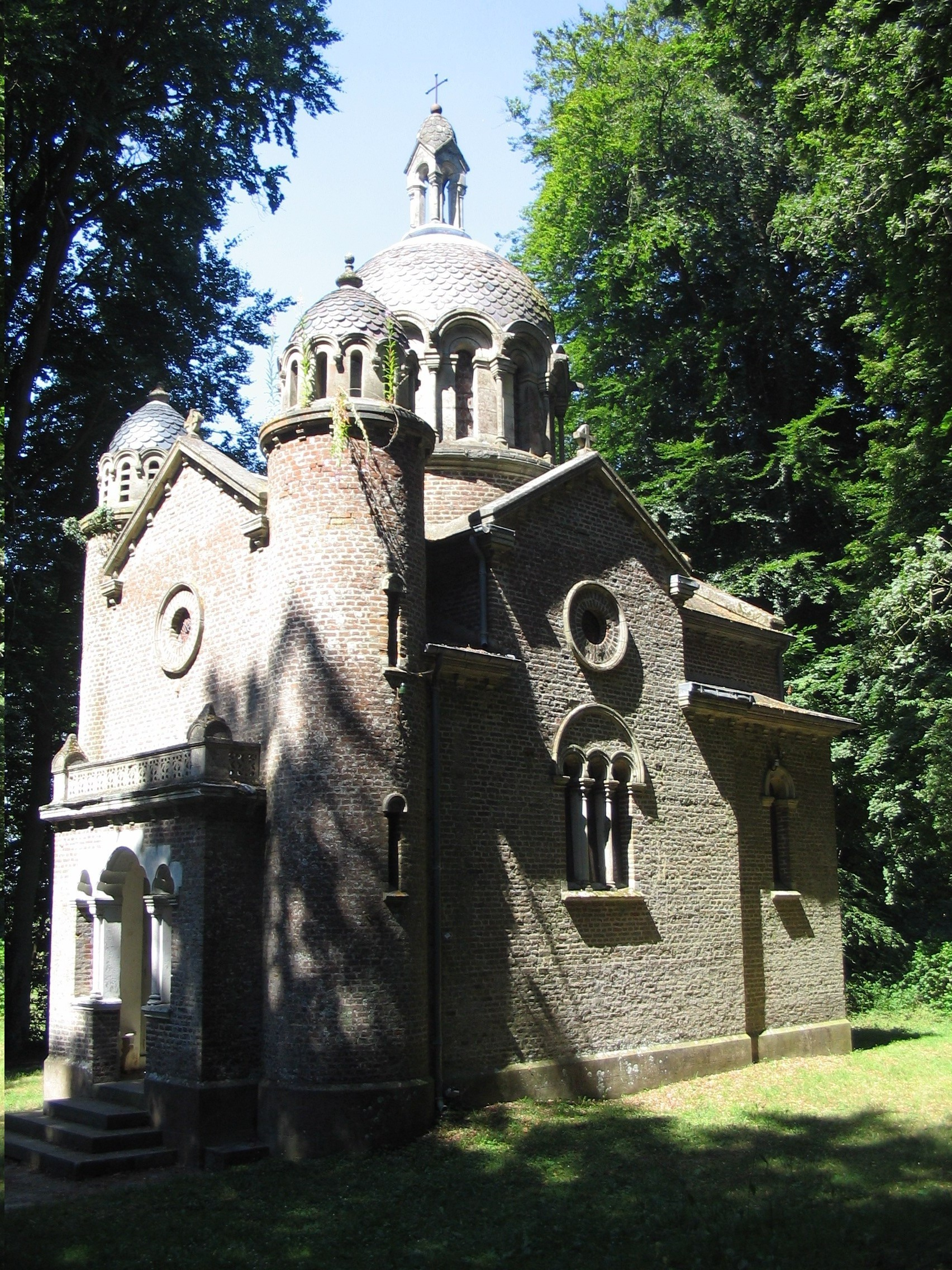
La chapelle Notre-Dame-de-la-Salette.
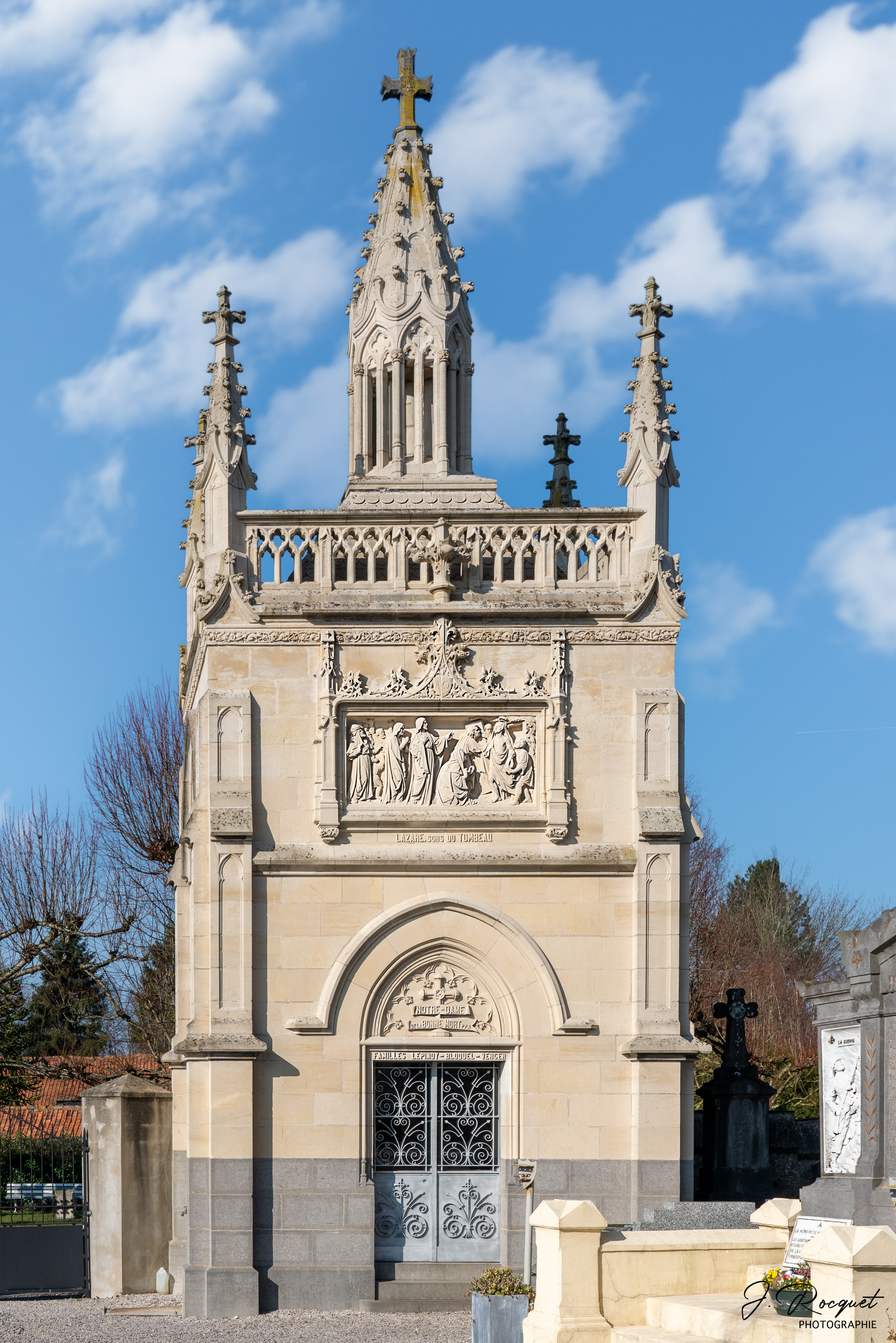
La chapelle Notre-Dame-de-la-Bonne-Mort.

#### Autres monuments

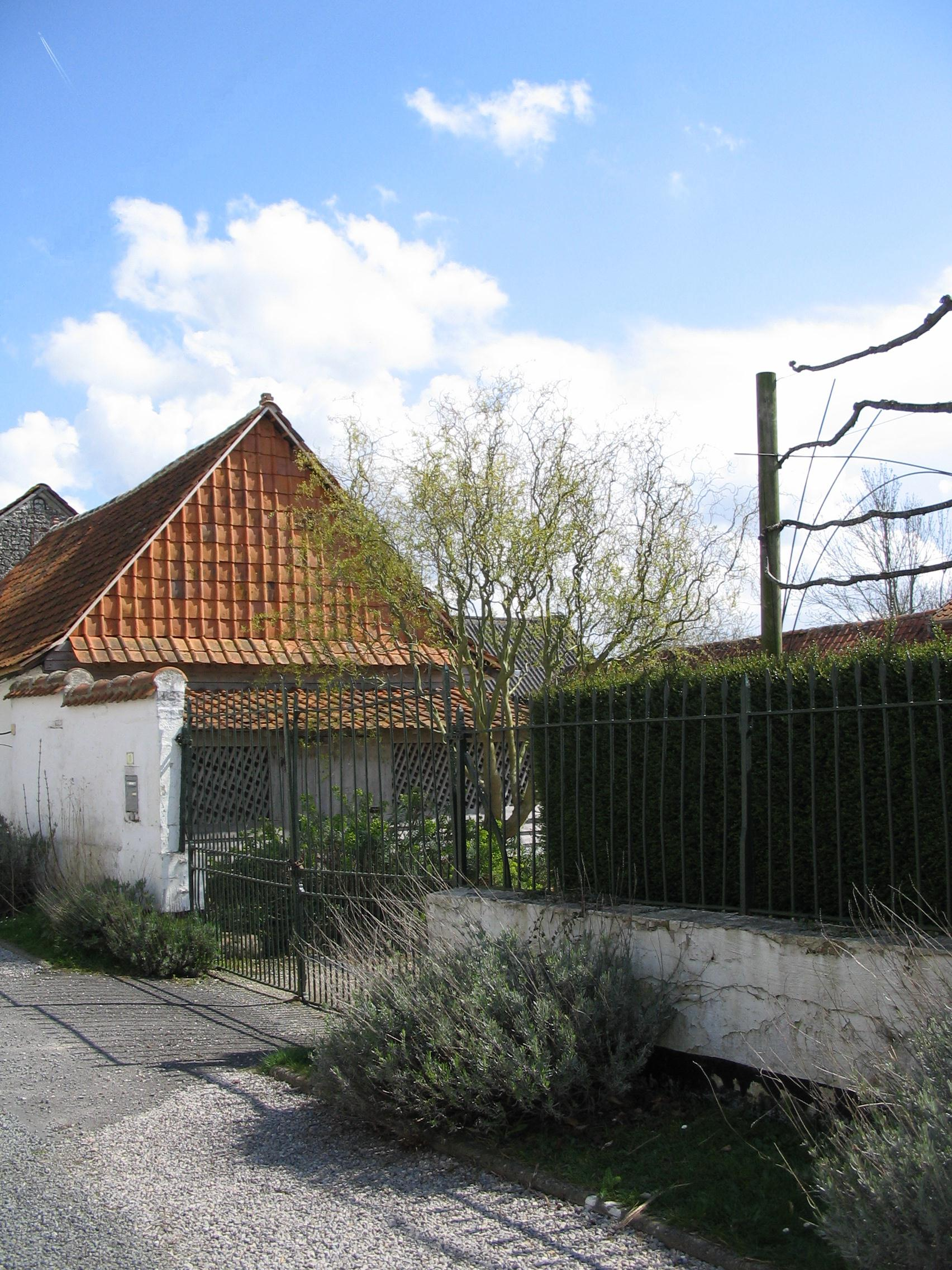
Une entrée de ferme.

Le village a été doté au cours des siècles précédents de gentilhommières (château de campagne) et conserve son caractère rural grâce à une multitude de fermes dites « picardes ».
- Une gentilhommière, ex-château seigneurial, appelée autrefois « Petit-château » est construite en 1701 par la famille seigneuriale du Bus. Aujourd'hui « La Feuillée ».
- Le château du Moufflet qui est une construction de style Empire ; il date du début du XIXe siècle.
- Le château de Beaucamp, XIXe siècle. Aujourd'hui « le Castel des Anges ».
- Le château de la Houssoie, XIXe siècle.
- Le château « Les Tilleuls », XIXe siècle.
- Le château « Guilbart », XIXe siècle. Aujourd'hui « La Prairière ».
- La ferme du Monthodion[51] et les autres fermes picardes.
- Le monument aux morts, inauguré le 20 novembre 1921[52].
- Le cimetière du village conserve plusieurs monuments d'intérêt patrimonial[53].

### Équipements culturels et associatifs

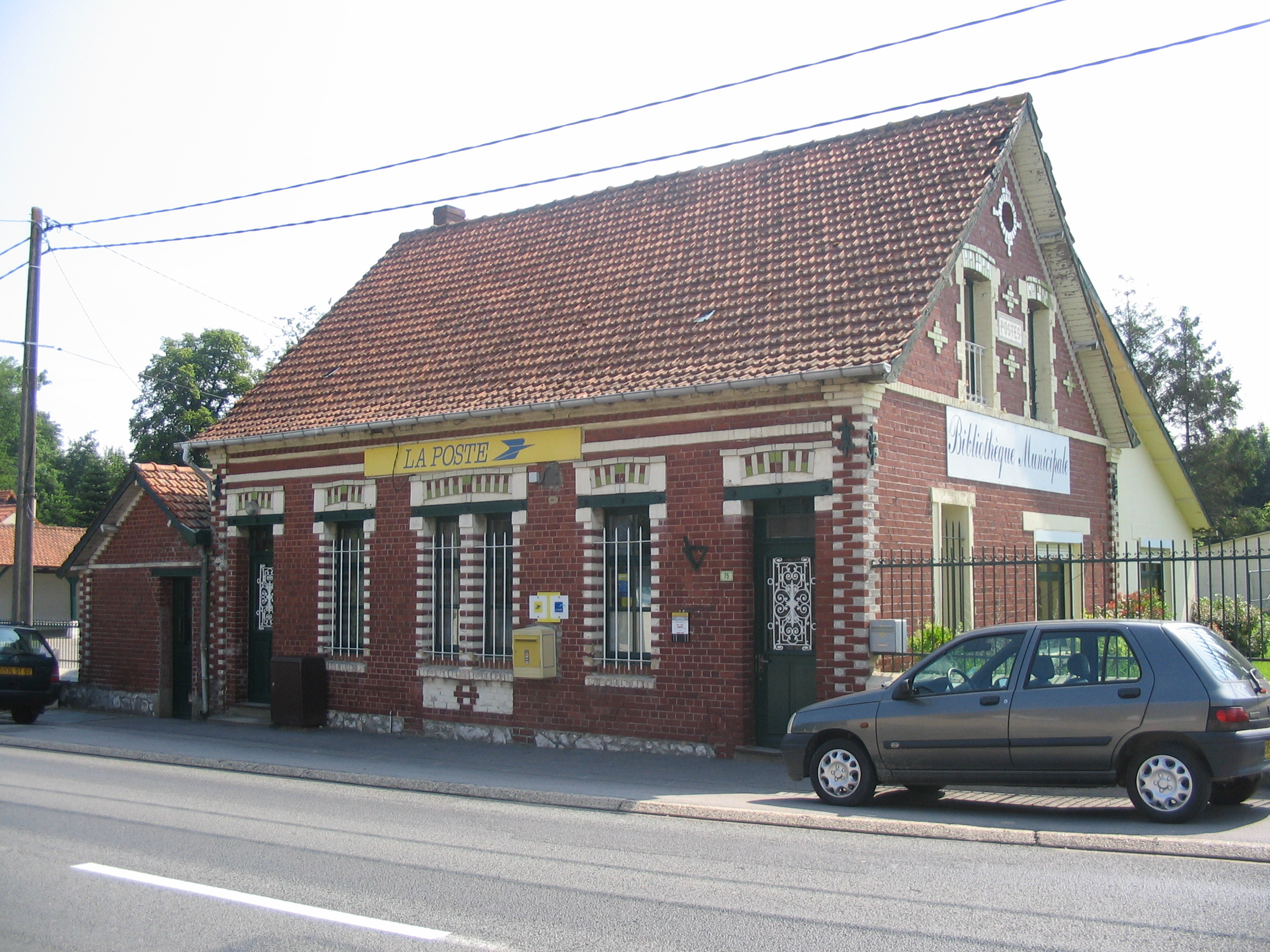
Le bureau de poste et la bibliothèque.

- La salle polyvalente
- La maison des associations
- La bibliothèque

### Personnalités liées à la commune
- Roger Rodière (1870-1944), historien membre de la société des Antiquaires de Picardie, il est l'auteur du Pays de Montreuil, 1933 et de nombreux autres travaux. Il est propriétaire de la ferme du Monthodion à partir de 1933 jusqu'en 1944[51].

### Héraldique
| Blason de Wailly-Beaucamp | Blason  | Écartelé : au 1er d'azur à trois trèfles d'or, au 2e d'or à la croix échiquetée de sable et de gueules de deux tires, au 3e coupé au I échiqueté d'argent et d'azur de trois tires, au II d'hermine plain, au 4e d'or à trois chabots de gueules posés en pal. |
| Blason de Wailly-Beaucamp | Détails | Ces armes sont un écartelé des armes des Du Bus de Wailly, des De Cossette, des De Toledo-Van Cappel de Prémont et de Chabot-Tramecourt. Adopté par la municipalité.                                                                                           |

## Pour approfondir

#### Bases de données, dictionnaires et encyclopédies
- Ressources relatives à la géographie :   - Insee (communes)
  - Ldh/EHESS/Cassini
- Ressource relative à plusieurs domaines :   - Annuaire du service public français
- Notices d'autorité :   - VIAF
  - BnF (données)
  - LCCN
  - Israël
  - WorldCat